# Geschiedenis van Tegelen

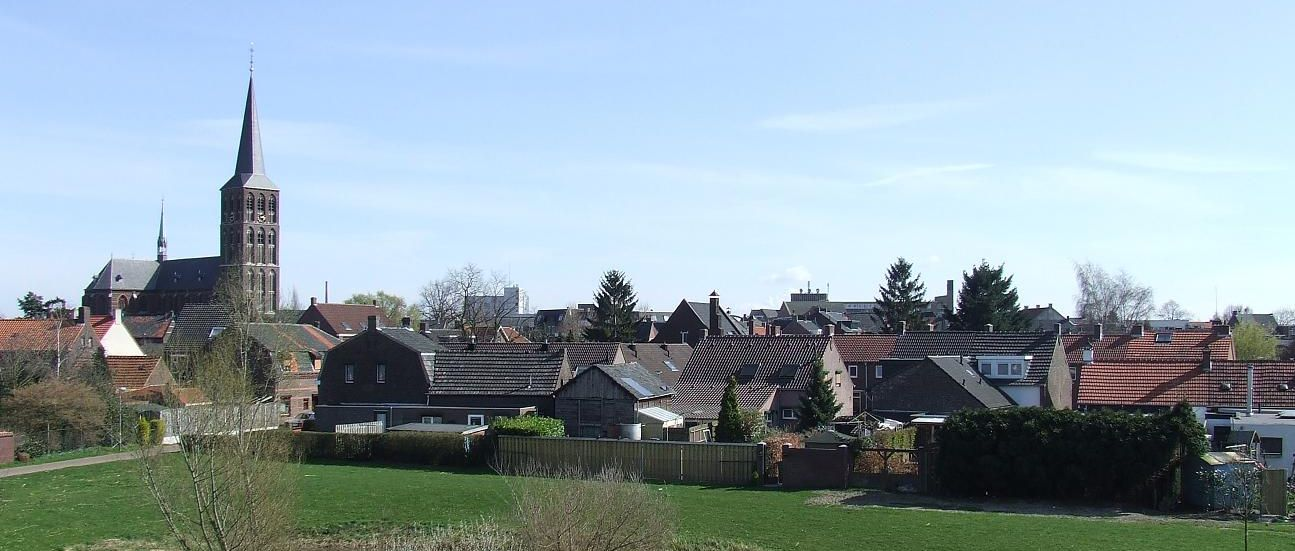
Uitzicht op het oude centrum van Tegelen vanuit de nieuwe wijk het Maasveld (2008)

Dit artikel behandelt de geschiedenis van het dorp Tegelen vanaf de prehistorie tot het heden. 
Al tijdens de steentijd gebruikten de bewoners van Midden-Limburg de klei in de ondergrond bij Tegelen om aardewerk te maken en toen de Romeinen zich er vanaf het begin van de jaartelling vestigden, ontstond in Tegelen een bloeiende keramische industrie. Rond 1970 was Tegelen een van de grootste producenten van grofkeramische producten in Nederland. Bij de grootschalige kleiwinning kwamen regelmatig fossielen naar boven, waardoor Tegelen uitgroeide tot een bekende vindplaats van fossiele zoogdieren. Het geologisch tijdvak Tiglien is naar Tegelen genoemd.
In de middeleeuwen was Tegelen een heerlijkheid, die door de heren van Tegelen werd bestuurd vanuit Kasteel de Munt en later vanuit Kasteel Holtmühle. Door de komst van de keramiek- en metaalindustrie veranderde Tegelen van een agrarisch dorp in een drukke industriegemeente. Tegelen heeft lange tijd tot Gulik en later Pruisen behoord en kwam pas in 1817 bij het Koninkrijk der Nederlanden. Tegelen was tot 2001 een zelfstandige gemeente waartoe ook het kloosterdorp Steyl behoorde. Sindsdien hoort het bij de gemeente Venlo. Met een grondoppervlak van 10,4 km² en een inwonertal van circa 19.000 was Tegelen tot de herindeling een van de dichtstbevolkte gemeentes in Limburg. De om de vijf jaar opgevoerde Tegelse Passiespelen behoren tot de Nationale Inventaris Immaterieel Cultureel Erfgoed en Steyl is sinds 2008 een beschermd dorpsgezicht.

## Oude geschiedenis

### Geologie en prehistorie

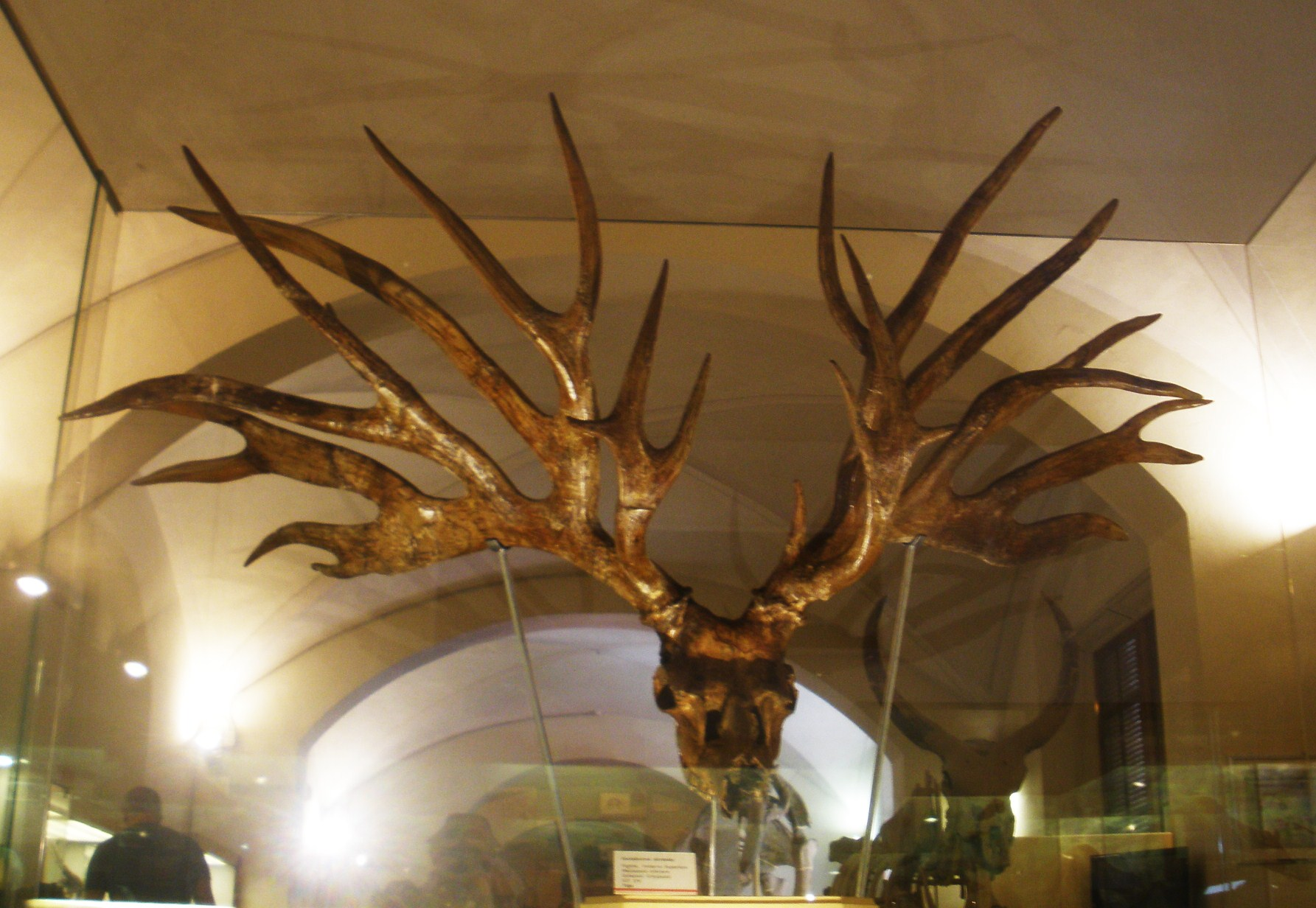
Fossiel van Eucladoceros ctenoides; het grote Tegelse hert.

Het naar Tegelen genoemde geologisch tijdvak Tiglien is een tijdvak in het vroeg Pleistoceen van circa 2,4 tot 1,8 miljoen jaar geleden toen de voorouders van de mens (in het Tiglien waren dit voornamelijk de Homo habilis en Homo erectus) zich nog tot Afrika beperkten. In het Tiglien werd het grootste gedeelte van de klei afgezet die in latere tijden de grondstof was voor de Tegelse pottenbakkers en keramische industrie. Overigens gebeurde dat toen nog door de Rijn die haar stroomgebied ook tot Tegelen uitstrekte; de Maas was in het Tiglien een zijrivier die bij Aken in de Rijn uitmondde.
Paleontoloog Eugène Dubois maakte in 1904 bekend dat bij Tegelen fossiele zoogdieren waren gevonden en begin twintigste eeuw groeide Tegelen uit tot een klassieke vindplaats; de enige Nederlandse vindplaats waar grote aantallen zoogdierfossielen in situ gevonden zijn. In de Tegelse klei werden resten gevonden van onder andere Cervus rhenanus, in Nederland ook bekend als het Kleine Tegelse hert, Eucladoceros ctenoides (Grote Tegelse hert), Trogontherium cuvieri (Tegelse bever), Mammuthus meridionalis (Zuidelijke olifant) en een makaak. Deze Macaca florentina leek veel op de hedendaagse berberaap (Macaca sylvanus). Nooit eerder werden zo ver noordelijk fossielen van makaakapen aangetroffen.
Tegelen ligt in een langgerekt, van oorsprong moerassig gebied dat zich van Pont tot Roermond uitstrekt. Het is een oude bedding van de Maas, evenwijdig lopend met de huidige Maas. Woonsporen beperkten zich tot ver in de middeleeuwen hoofdzakelijk tot hogere droge gebieden zoals zandruggen langs de huidige Maasoever, waar de oude kern van Tegelen ligt, en het hoogterras.
In Tegelen zijn verspreid stenen werktuigen gevonden uit het mesolithicum (midden steentijd) en neolithicum (nieuwe steentijd). Deze waren van waarschijnlijk tijdelijke bewoners zoals jagers en verzamelaars die hier hun kampementen opsloegen. In de steentijd werden in Tegelen al potten gebakken. Dat bewijst de vondst van verschillende misbaksels uit 3000–1200 v.Chr. De eerste vaste bewoners van wie sporen zijn gevonden waren Keltische boeren uit de bronstijd en vroege ijzertijd, waarschijnlijk Eburonen of Menapiërs. In Tegelen werden bijlen, messen, aardewerk, bronzen zwaarden en een bronzen ketel uit de La Tène-periode gevonden, wat de aanwezigheid van de Kelten in prehistorisch Tegelen bevestigt.

### De Romeinen

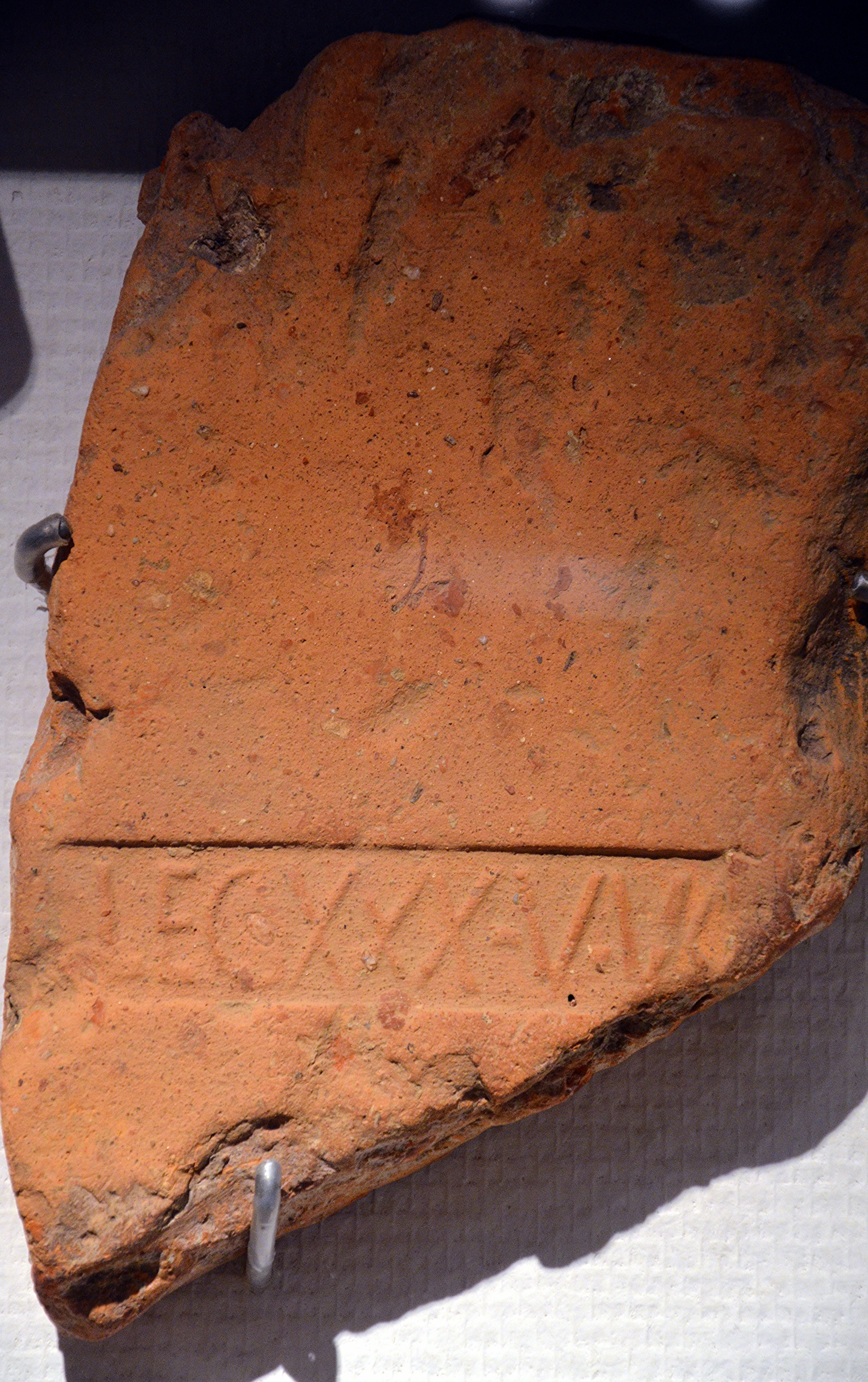
Romeinse dakpan met stempel van het Legio XXX Ulpia Victrix, gevonden in Forum Hadriani (Voorburg). Dergelijke pannen werden ook in Tegelen gebakken.

Door de komst van de Romeinen in Nederland onder leiding van Julius Caesar werden de Kelten grotendeels verdreven. Op uitnodiging van de Romeinse bezetter vestigden zich op het grondgebied van het huidige Limburg Germanen, waarschijnlijk afkomstig uit de omgeving van de Rijn. In deze tijd ontstonden plaatsen als Blerick (Blariacum) en Tegelen. Onder Caesars geadopteerde zoon keizer Augustus werd het gebied van het huidige Nederland en België ingelijfd bij het Romeinse Rijk. Het grootste deel van dit gebied, waaronder Tegelen, werd onderdeel van de Romeinse grensprovincie Germania Inferior (Neder-Germanië) waarvan de provinciehoofdstad Colonia Claudia Ara Agrippinensium was, het huidige Keulen. Tijdens de Romeinse overheersing werden vele wegen aangelegd, waaronder de wegen van Atuatuca Tungrorum (Tongeren) naar Noviomagus (Nijmegen) en de weg van Coriovallum (Heerlen) naar Castra Vetera (Xanten). Bij Tegelen was in de Maas een doorwaadbare plaats en dus werden hier twee verbindingswegen (diverticula) aangelegd richting Mediolanum (Pont) en Mederiacum (Melick).
De naam "Tegelen" is waarschijnlijk een verbastering van het oude Latijnse woord tegula, een platte Romeinse dakpan. Dankzij de grote kleivoorraden lag hier een Romeins kamp, waarbij zich dakpannen- en plavuizenovens (tegularia) bevonden. Het kampement groeide na verloop van tijd uit tot een klein dorp. In Tegelen zijn resten van verscheidene Romeinse pannenovens gevonden: aan de Kaldenkerkerweg tegenover Villa Maria, bij de grens met Kaldenkerken, bij Abdij Ulingsheide, in het oude centrum, bij de Rochuskerk en bij Kasteel Wylre. De Mulbeek liep in het centrum van Tegelen door een bed van Romeinse pannen en bestond dus al in de Romeinse tijd. Er zijn in Tegelen ook drie Romeinse begraafplaatsen gevonden, bij de Erkenkamp, bij de Potkuilen en in Steyl. In Tegelen en omstreken zijn Romeinse dakpannen met inscriptie LEG XXXVV (Legio XXX Ulpia Victrix) gevonden. Dit verwijst naar het Romeinse legioen met die naam, geformeerd door keizer Trajanus, vermoedelijk in het jaar 105. Dit legioen verving in 122 het Legio VI Victrix, dat naar de Britse eilanden werd gestuurd. Legio XXX Ulpia Victrix was meer dan 100 jaar gelegerd in Germania Inferior. Hun hoofdkwartier was gevestigd in Castra Vetera, nabij het huidige Xanten.
Tot en met de 2e eeuw was het redelijk rustig in het Romeinse gebied dat later de Nederlanden zou worden genoemd, maar dit veranderde tijdens de crisis van de derde eeuw. Toen werd het Rijk geteisterd door binnenlandse onrust, waarbij Germaanse plunderaars uit de streken ten oosten van de Rijn geregeld de verzwakte grenzen overstaken op zoek naar buit. De Franken waren een van de machtigste bendes onder de plunderaars en ze namen uiteindelijk de macht over in het westelijke Rijnland. De laatste krachtdadige keizers Constantijn en Diocletianus wisten de orde rond 290 voor korte tijd te herstellen, maar de vroegere welvaart keerde in dit gebied niet meer terug.

## De middeleeuwen

### De Franken
In de nadagen van het Romeinse Rijk (dat omstreeks 395 definitief in een Westelijk - en een Oostelijk deel uiteen gevallen was) drongen Germaanse stammen die oostelijk van de Rijn leefden steeds vaker het Romeinse Rijk binnen, het begin van de Grote Volksverhuizing. In de 5e eeuw stortte het West-Romeinse Rijk in snel tempo ineen en hield in 476 op te bestaan. De binnengevallen Germanen stichtten eigen koninkrijkjes in het door hen bezette stuk van het Rijk. De provincie Germania Inferior kwam in handen van het Frankische Rijk van de Merovingen. Na de dood van de Frankische koning Clovis I in 511 werd zijn koninkrijk verdeeld onder zijn vier zonen. Lange tijd viel Tegelen onder Austrasië, totdat in 751 Pepijn de Korte het Frankische Rijk herenigde. Het Frankische Rijk was verdeeld in marken en gouwen, waarbij Tegelen tot de Hettergouw behoorde.
Toen deze uiteenviel kwam Tegelen bij de Mulgouw. Vanuit het Tegelse kasteel de Munt werd deze gouw bestuurd. De bestuurder werd momber genoemd of in het Latijn muntboro en het momberschap werd in het Latijn mundebordium of mundium. Het kasteel van waaruit de muntboro bestuurde werd ook mundium en later de Munt genoemd. De Mulgouw is waarschijnlijk genoemd naar de Mulbeek, die de omgrachting rondom het kasteel voedde. Tot in de 16e eeuw kende Tegelen zijn eigen gerecht, gebaseerd op het Frankisch recht. Op moord, straatroof en verkrachting stond de doodstraf, die werd uitgevoerd door middel van ophanging op de openbare strafplaats de "Twee Heuvels" nabij het Galgenven, ten oosten van kasteel Wambach.
In de 8e eeuw bekeerde de bevolking zich massaal tot het christendom, daartoe gedwongen door de Frankische machthebbers. Omstreeks 720 werd de Sint-Martinuskerk gesticht door de heilige Plechelmus van Sint Odiliënberg. Dit houten kerkje was een zogenaamde ecclesia matrix oftewel moederkerk; de Martinuskerk van Venlo, de kerk van Kaldenkerken en de (veel later gestichte) kerk van Belfeld waren dochterkerken van de parochie Tegelen. Tot de bouw van een eigen kerk rond 760 woonden de Venlonaren de dienst in Tegelen bij.

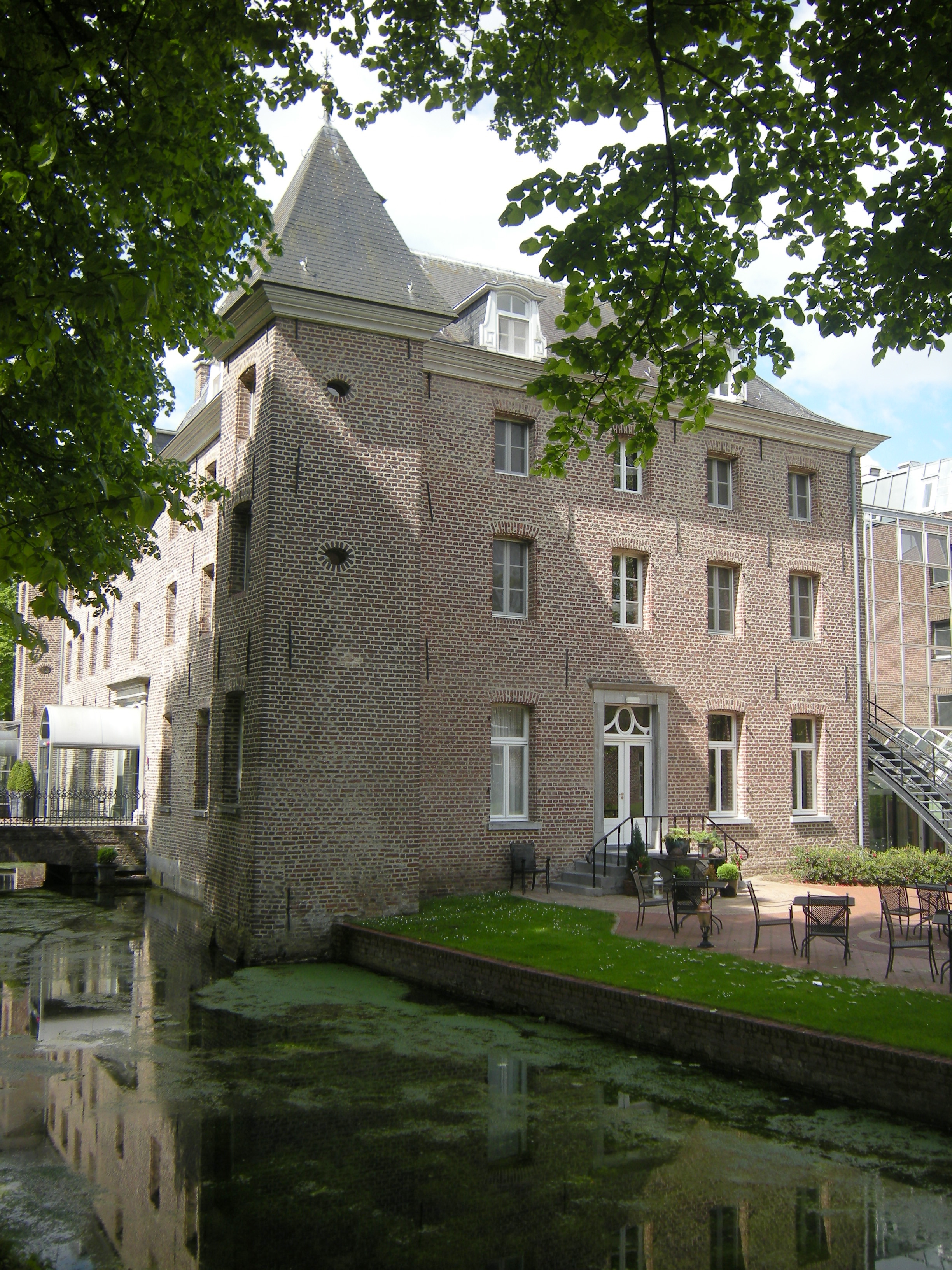
Kasteel Holtmühle.

### Heren van Tegelen
Na de verschillende delingen van het Frankische Rijk in de 9e eeuw behoorde Tegelen tot wat uiteindelijk het Heilige Roomse Rijk genoemd zou worden. Dit was een vrij los georganiseerde staat met aan het hoofd een keizer analoog aan het vroegere Romeinse Rijk. In werkelijkheid waren de plaatselijke graven, hertogen en heren de echte machthebbers die voortdurend in een onderlinge machtsstrijd verwikkeld waren. Nadat het Frankische Rijk ophield te bestaan maakten de heren van Tegelen hier de dienst uit. Vanuit kasteel de Munt heersten zij over de kleine heerlijkheid Tegelen. In het strategisch gelegen Tegelen verrezen in de middeleeuwen naast de Munt de kastelen Wambach (verdwenen, oostelijk gelegen van de hedendaagse wijk Op de Heide) en Holtmühle (heden Bilderberg hotel Chateau Holtmühle). Kerkelijk gezien werd de parochie Tegelen in 988 bij het bisdom Luik gevoegd. Uit deze tijd stamt ook de eerste schriftelijke vermelding van Tegelen: in het Vitae Sanctorum uit de toenmalige abdij St. Vitus te Gladbach, heden de Munsterkerk St. Vitus in Mönchengladbach, wordt Tegelen als Tieglon vermeld. Andere schrijfwijzen die tot de 17e eeuw werden gebruikt zijn Tegelon, Tigele, Tygle, Tiegele, Theghelen, Tijghelen, Tichlouw, Tiglau, Thygelen, Tyghelen, Thiegelen en Thegelen.
De heren van Tegelen waren van oude Frankische adel en verwant aan de graven van Gulik en Kessel. In hun familiewapen stond dan ook naast de beschermheilige van Tegelen, Sint Martinus, de leeuw van Gulik.
In de periode van 879-884 plunderden de Vikingen onder leiding van Godfried de Noorman een groot gedeelte van de Lage Landen; in 881-882 waren ze ook in de streek van Maas en Rijn actief. In de sage van de Snelle Sprong wordt verhaald hoe dit Tegelse gebied aan zijn naam is gekomen. Nadat de Noorman Hermold door kasteelheer Erbert na een lafhartige aanval werd verwond probeerde hij Eberts vrouw Ida te overweldigen terwijl haar man op jacht was. Ebert keerde echter op tijd terug en Hermold kon zich slechts met een snelle sprong uit het raam onttrekken aan Eberts wraak.
De verwante families van Kessel en Tegelen bezaten vele goederen in de oude Mulgouw. De graven van Gulik en Gelre begonnen in deze regio echter hun macht uit te breiden en in 1279 verkocht graaf Hendrik V van Kessel zijn bezittingen in het latere Land van Kessel aan graaf Reinald I van Gelre, waarmee een einde aan het Graafschap Kessel kwam. Hendrik behield wel zijn bezittingen ten oosten van de Maas en liet de nog steeds bestaande waterburcht in Brüggen bouwen. Hendrik overleed in 1285 en zijn broer Walram droeg in 1289 de burcht Brüggen en de andere Kesselse bezittingen ten oosten van de Maas, waaronder Tegelen, Steyl en Gladbach, in leen op aan graaf Jan I van Brabant. Na de dood van Walram maakten de graven van Gulik en Gelre beide aanspraak op de erfenis. In 1311 kwam het tot een vreedzame oplossing tussen de heren: Gerard van Gulik kreeg de Kesselse bezittingen in ruil voor de burcht en stad Grevenbroich en hertog Jan III van Brabant beleende Brüggen aan Gulik. Hierdoor maakte Tegelen vanaf 1331 deel uit van het graafschap Gulik, onder bestuur van het ambt Brüggen.
Reinald de Zwarte, de zoon van graaf Reinald I van Gelre, verleende in 1343 Venlo stadsrechten; de stad is grotendeels gebouwd met de stenen en pannen uit de steenbakkerijen in Tegelen. De eerste Venlose stadspoort aan Tegelse zijde heette de Tyegelre Poort, ook wel Tichelpoort of Tegelpoort (tigchel of tichel is een verouderde benaming voor baksteen). Later werd de poort naar het oosten verplaatst en hernoemd tot Roermondse Poort.

### Hertogdom Gulik
In 1356 werd het graafschap Gulik een hertogdom, dat behoorde tot het Heilige Roomse Rijk. In 1423 werd hertogdom Gulik verenigd met het hertogdom Berg en in 1521 kwamen daar nog het hertogdom Kleef en het graafschap Mark bij. Willem V van Kleef bezat tussen 1539 en 1543 daarnaast ook de gebieden van Gelre. Na een juridische herindeling in 1555, toen de gerechten van Tegelen, Kaldenkerken, Breyell, Boisheim, Born, Brüggen en Bracht werden verenigd tot een dingstoel hield Tegelen twee schepenen over. Hiervan ging er een naar Bracht, waar de centrale rechtbank was gezeteld, om daar recht te spreken.

## Nieuwe tijd
De eerste bekende vermelding van Tegelen op een landkaart stamt uit 1536, op Jacob van Deventers gewestkaart van Brabant. Tijdens de reformatie werd door kasteelheer Frans van Holtmeulen in 1563 de gereformeerde predikant Clementius aangesteld en tussen 1567 en 1575 werd gesproken van "de gereformeerde gemeente Tegelen". In 1571 werd Belfeld, dat deze protestant niet zag zitten, door de bisschop van Roermond tot zelfstandige parochie verheven. Ook de grotendeels katholieke Tegelenaren wilden van hem af en wisten in 1575, met hulp van de hertog van Gulik Willem V van Kleef, de predikant te verdrijven.

### Tegelen - Venlo

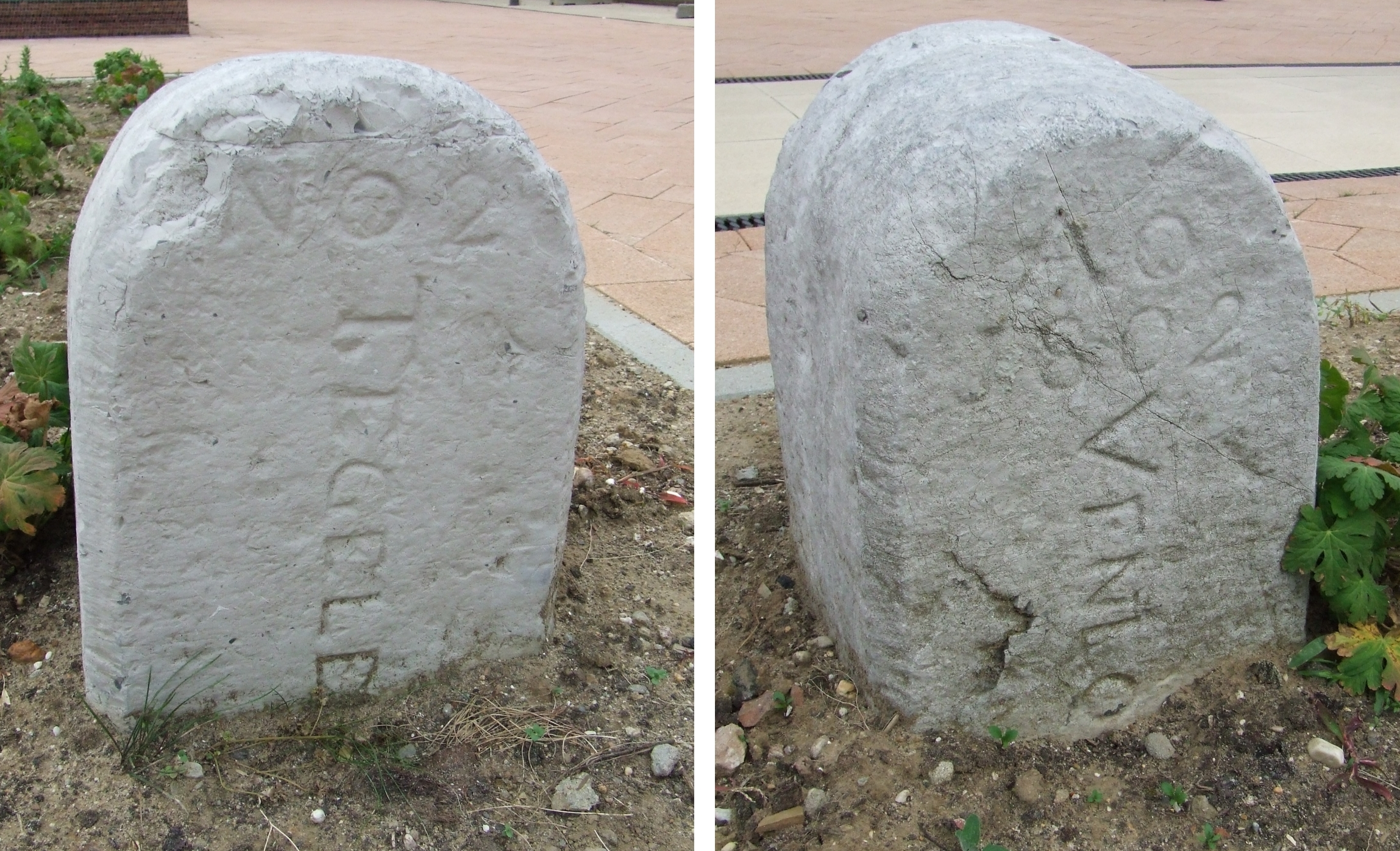
Grenspaal nr. 2 die in 1802 tussen Tegelen en Venlo werd geplaatst. Deze staat nu bij de ingang van het Viecuri-ziekenhuis in Venlo.

In deze tijd was de grens tussen Tegelen en Venlo tevens de landsgrens tussen Gulik en Gelre. Dat feit verklaart dat het dialect van Tegelen duidelijk verschilt van het Venloos dialect, de Panninger linie loopt ook tussen Tegelen en Venlo door, en het verklaart misschien ook de nog steeds bestaande rivaliteit tussen beide plaatsen. Tussen de 15e en 18e eeuw rezen vele conflicten tussen Tegelen en Venlo:
- 1473: Venlo probeert zich het gemeenschappelijke turfbroek, gelegen tussen Tegelen en Venlo, toe te eigenen.
- 1560: Venlo verlegt de loop van de Mulbeek, zodat deze nu naar Venlo stroomt. Hiervoor bouwde Venlo de watermolens Onderste en Bovenste Molen.
- 1596: Het hertogdom Gulik probeert een landweer te laten oprichten om de oorlogsellende van de Tachtigjarige Oorlog buiten te houden. Na twee mislukte pogingen was een derde poging succesvol.[12]
- 1632: Venlo laat met de hulp van Staatse soldaten een aantal schepen van Steyl naar Venlo slepen. Tegelen bezat namelijk het laad- en losrecht op de Maas bij Steyl, tegen de zin van Venlo.
- 1662: Voortdurende strijd om de loop van de Mulbeek, die dan weer naar Tegelen en dan weer naar Venlo werd verlegd.
- 1671: Tegelenaren halen turf uit door Venlo opgeëist gebied.

Uiteindelijk wist Venlo zowel de Mulbeek als het Broek onder haar controle te krijgen. Oude Tegelse hoeves als de Wylderhof en Hulsterhof komen in de 16e eeuw onder Venlo te vallen, terwijl ze kerkelijk nog steeds tot de Tegelse parochie behoren. In 1645 bestonden in Tegelen nog de volgende hoeves: de Hanraetshof (waarvan in 1326 al melding werd gemaakt, heden bekend als de Haandert), de Merterhof aan de Oude Markt, de Kasteelshof bij de Holtmühle, de Bakenbosch (zuidelijk van en behorende bij de Holtmühle), de Wambacherhof bij kasteel Wambach, de Ulingshof (bij de huidige Abdij Ulingsheide), de Bosserhof en de Linksterhof of Lingshof (noordwestelijk van en behorende bij kasteel de Munt), de Drumpselhof (in het Tegels Broek, ten tijde van de Franse bezetting geruimd) en de Kruitserhof (bij het Kruis tussen de oude kern en de Holtmuhle, in 1860 gesloopt).
Toen in 1609 hertog Johan Willem van Kleef en Gulik stierf brak de Guliks-Kleefse Successieoorlog uit. In 1614 werd het gebied verdeeld, waarbij Gulik en Berg aan de hertog van Palts-Neuburg werd toegewezen. Bij het overlijden van de laatste hertog van Palts-Neuburg in 1742 gingen Gulik en Berg over naar de hertog van Palts-Sulzbach, die vanaf 1777 ook hertog van het keurvorstendom Beieren werd. Daarmee was Gulik in feite gedegradeerd tot de verre bezitting van een hogere heer.
In januari 1643 was de waterstand van de Maas tot het hoogste peil in eeuwen gestegen, waarbij in plaatsen als Hoei, Luik en het volledig weggespoelde Obbicht vele honderden mensen verdronken. In Tegelen en Steyl was er ook veel wateroverlast, maar vielen zover bekend geen doden. Tijdens het beleg van Venlo in oktober 1646 lag veldmaarschalk van Brederode met zeven Staatse regimenten in Tegelen. Prins Frederik Hendrik verbleef gedurende het beleg op kasteel Holtmühle.

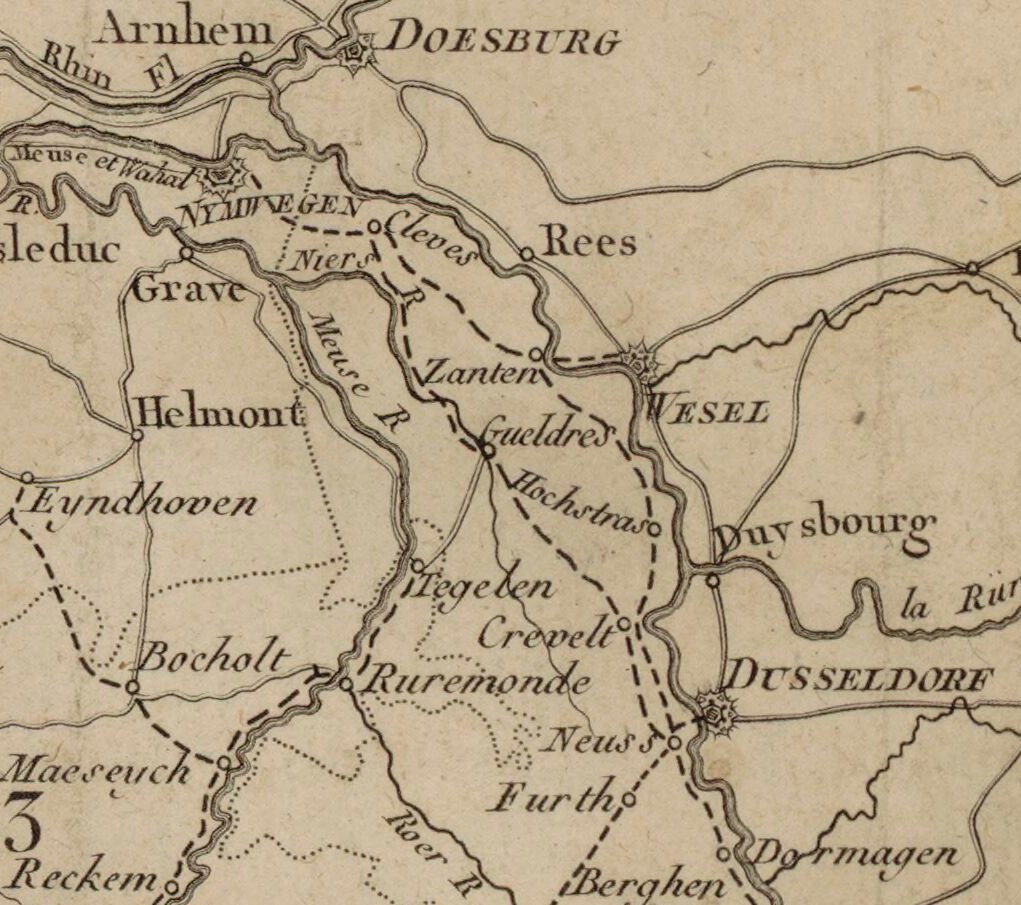
Tegelen in het systeem van postroutes tijdens de Eerste Franse Republiek.

In 1706 werd bij de brug over de Wylderbeek de herberg "De Drie Kronen" gebouwd (eind 1990 gesloopt om plaats te maken voor de Zuiderbrug over de Maas en de A73). De naam van de herberg verwijst mogelijk naar het tolgeld dat bij het nabijgelegen tolhuis moest worden betaald om gebruik te mogen maken van de doorgaande weg van het Gelderse Venlo naar het Gulikse Tegelen. Rond dezelfde tijd werd in Tegelen een postkantoor geopend, waarvan het hoofdkantoor zich in Maaseik bevond. In 1800 werd de postdienst overgeplaatst naar Venlo. Steyl was een van de slechts twee Gulikse havenplaatsen aan de Maas en daarmee een aantrekkelijke vestigingsplaats voor handelaren met zaken in het Duitse Rijngebied. Het ontwikkelde zich aan het einde van de 18e eeuw tot een belangrijke Pruisische overslagplaats en was een stapelplaats voor goederen uit Holland, Vlaanderen, Brabant, Frankrijk en Spanje. De meeste Tegelse boeren waren tevens voerman, die de handelsgoederen van Steyl naar Gladbach en Dusseldorp brachten.
Tijdens de Spaanse Successieoorlog richtten soldaten van het koninkrijk Frankrijk in Tegelen grote schade aan. De Franse troepen van Lodewijk XIV bezetten Roermond, Venlo en Geldern en vernielden in Tegelen op 27 juli 1701 de gehele oogst. De hele omgeving werd verplicht Lodewijks leger te onderhouden. Begin mei 1702 sloegen een groep Franse soldaten tussen Tegelen en Steyl hun kamp op, wat weer gepaard ging met verwoestingen. Een herbergierster op Steyl werd door de soldaten in haar eigen huis vermoord nadat ze weigerde hen te betalen. Eind mei bivakkeerde Lodewijk van Bourgondië met een groot gedeelte van zijn leger in Tegelen en werd opnieuw grote schade aangericht. Bij de Vrede van Utrecht (1713) werd het overkwartier van Gelder (grotendeels huidig Noord-Limburg en aangrenzend Duitsland tot aan de Rijn) toegewezen aan Pruisen met uitzondering van Venlo dat naar de Republiek ging. Hierdoor werden de verschillen tussen Venlo en Tegelen nog meer benadrukt.
Rond 1750 betrok de kleurrijke, oorspronkelijk Pruisische, Baron von Glasenapp het kasteel Holtmühle en werd hij de nieuwe heer van Tegelen. De hoge kosten die de instandhouding van zijn privéleger huzaren en dragonders met zich meebracht zorgden ervoor dat von Glasenapp in grote geldproblemen kwam en rond 1780 naar Dülken verhuisde.
De centrale rechtbank in Tegelen werd in 1772 naar Brüggen en in 1795 naar Dülken verplaatst. In 1793 was de latere Pruisische generaal-veldmaarschalk von Blücher nog kolonel toen hij tijdens de strijd tegen Frankrijk werd ingekwartierd in het posthuis van Tegelen. Hier had hij een onverwachte ontmoeting met de door hem hooggeachte Oostenrijkse generaal von Mack.
In 1792 waren de grenzen tussen Tegelen en Venlo definitief bepaald en in 1802 werden grenspalen tussen de gemeenten gezet waarvan enkele tegenwoordig nog te zien zijn. De Wylderbeek werd de grens tussen Tegelen en Venlo. De gemeente Tegelen bestond in deze tijd uit drie plaatsen; Tegelen, Steyl en Overtegelen (de Holtmühle en de gehuchten Middelt, Siep, Nabben en Op Heis). Op het kruispunt van de weg van Tegelen naar kasteel Holtmühle en de weg van Steyl naar Kaldenkerken lag het gehucht Kruis. In de 19e eeuw groeiden Tegelen en Kruis aan elkaar en in de jaren daarna groeiden ook Steyl en Overtegelen aan Tegelen vast.

### Franse bezetting

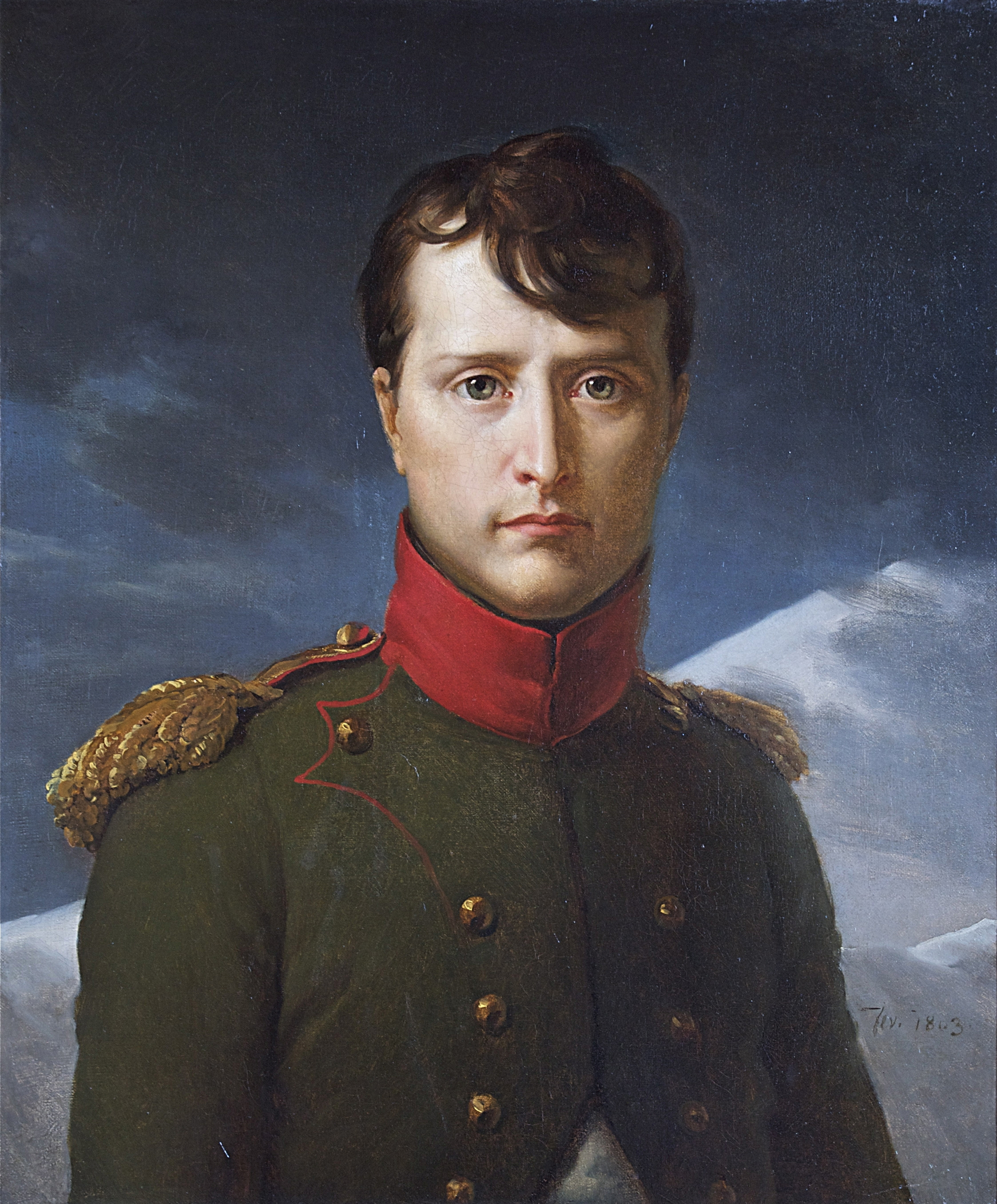
Napoleon was in 1804 te Tegelen

Begin oktober 1794 werd Tegelen door Franse troepen bezet. Generaal Laurent had zijn hoofdkwartier in kasteel de Munt en hier werd in de nacht van 24-25 oktober 1794 onderhandeld over de overgave van de stad Venlo aan de Eerste Franse Republiek. Het hertogdom Gulik, sinds 1777 deel van het keurvorstendom Beieren, kwam te behoren tot het arrondissement Aken. In 1797, bij de Vrede van Campo Formio, werd de inbezitneming van de westelijke Rijnoever door Frankrijk aangekondigd. In 1798 werd het door de Fransen bezette Rijnland juridisch gelijkgeschakeld met de Eerste Franse Republiek. Met de Vrede van Lunéville in 1801 werd Tegelen bij de Franse Republiek ingelijfd in het kanton Bracht, arrondissement Krefeld van het Roerdepartement. Hiermee kwam een einde aan de eeuwenlange horigheid aan het Heilige Roomse Rijk. Dat had zowel voor als nadelen: het feodalisme als rechtssysteem verdween en hiervoor in de plaats kwam het Franse burgerlijke recht dat veel eerlijker de rechten en plichten over de bevolking verdeelde. Ook werd men nu op zijn talenten beoordeeld in plaats van op zijn afkomst wat veel betere mogelijkheden bood om op te klimmen in de maatschappij. Het belangrijkste nadeel was dat nu ook de dienstplicht gold: men kon opgeroepen worden om in het Franse leger te dienen. De Tegelse lichtingen 1800/1801 tot en met 1814 moesten zich in Venlo melden voor de keuring. Ongeveer dertig Tegelse jongens werden ook daadwerkelijk opgenomen in het leger. Hoeveel jongens uit Tegelen vermist en/of gesneuveld zijn tijdens hun legerdienst voor Napoleon Bonaparte is onbekend: van maar twee jongens zijn officiële bevestigingen van sneuvelen overgeleverd maar ongetwijfeld zijn er meerderen niet meer teruggekeerd. Op 12 september 1804 zou keizer Napoleon Bonaparte in Tegelen zijn geweest. Volgens de overlevering maakte hij een korte stop in het inmiddels gesloopte pand Thissen, dat uit 1786 stamde en destijds een herberg was. Napoleon was vanuit België op weg naar Keulen, waar hij de volgende dag 's avonds zou aankomen. Ieder kanton kreeg in haar hoofdplaats een vredegerecht met een vrederechter. In het kanton Bracht, waaronder Tegelen viel, werd de rechtbank van Dülken weer verplaatst naar Bracht. Hoger beroep kon worden aangetekend in Krefeld, de hoofdstad van het Roerdepartement.

## Geschiedenis na 1814

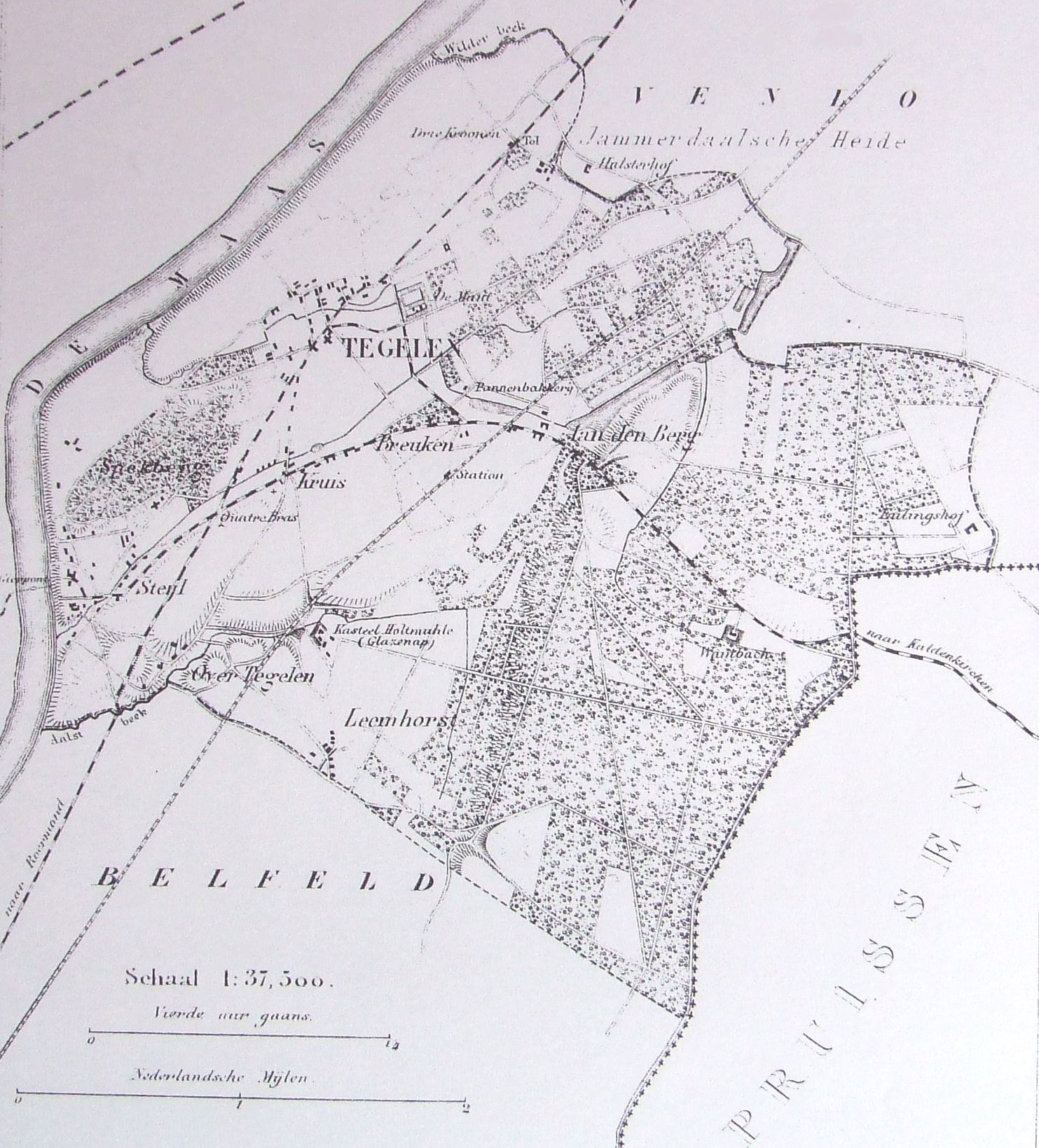
Kaart van Tegelen uit 1867 door Jacob Kuyper

Na de Franse bezetting werd Tegelen een twistpunt tussen Pruisen en het Verenigd Koninkrijk der Nederlanden. Pruisen, dat bij besluit van het congres van Wenen de hele Rijnprovincie kreeg toegewezen, eiste ook Tegelen op op grond van de oude Gulikse rechten op Tegelen. Uiteindelijk werd in 1817, bij het Traktaat van Aken besloten dat Tegelen en Steyl bij Nederland zouden komen, in ruil voor Herzogenrath en de rechten op een weg bij Aken. Het Plein 1817 bij de Sint Jozefschool is genoemd naar deze gebeurtenis. Na de Franse tijd werd de uit Randerath afkomstige Joseph Johannes Orths de nieuwe pastoor van Tegelen. Hoewel Tegelen intussen tot de Nederlanden was gaan behoren werden de missen tot Orths dood in 1841 in het Hoogduits gehouden.
Na meer dan 800 jaar door de bisschop van Luik te zijn bestuurd, viel de parochie Tegelen tijdens de Franse tijd onder het nieuw opgerichte bisdom Aken, dat in 1821 weer door de paus werd opgeheven, waarna de parochie Tegelen weer bij Luik kwam. In 1833 werd Tegelen bij het door het bisdom Luik nieuw opgerichte dekenaat Venlo ingedeeld. Na de Nederlandse erkenning van de onafhankelijkheid van België werd Tegelen door een apostolisch administrator bestuurd. In 1853 werd het in Nederland weer mogelijk voor de katholieken om bisdommen op te richten en bij het herstel van de bisschoppelijke hiërarchie in Nederland werd de Tegelse parochie ingedeeld bij het in dat jaar opgerichte bisdom Roermond.

### De Nederlanden
Tijdens de Belgische Revolutie stond Limburg (Nederlands en Belgisch Limburg) aan de kant van België. Op 10 november 1830 kwam Tegelen bij België, een dag later gevolgd door Venlo.
Tot 1825 moesten reizigers van Venlo naar Roermond en vice versa over de Groote Baan reizen: deze liep vanaf de brug over de Wylderbeek langs Drie Kronen en de Lingsterhof via de Hoogstraat, Oude Markt en Spoorstraat naar Kruis, en van daar uit over de Keizerstraat langs de Aalsbeek naar Belfeld. Bij hoge waterstand van de Maas moest worden uitgeweken naar de weg langs de kapel van Geloo of zelfs nog verder oostelijk over het opengestelde landgoed Holtmühle. De inmiddels verdwenen Keizerstraat was een holle weg door het Alendveld, genoemd naar keizer Napoleon die via deze straat in 1804 door Tegelen zou zijn gereisd.
In 1824-1825 was de Waterloobrug al aangelegd over de Groote Beek (later Aalsbeek), waardoor de reis naar Belfeld en Roermond veel makkelijker werd, en in 1836 werd onder Belgisch bestuur de provinciale/rijksweg Roermond-Venlo aangelegd. Deze loopt dwars door Tegelen en snijdt de oude kom doormidden: de Martinuskerk ligt vlak tegen deze weg aan en enkele huizen en het oude gemeentehuis (alles gesloopt in de vorige eeuw) lagen zelfs gedeeltelijk op de nieuwe rijksweg. Voorheen was de tegenwoordig nog bestaande Hoogstraat de eeuwenoude doorgangsweg Venlo-Roermond waaraan ook de Oude Markt lag en enkele herbergen (nu nog altijd café of restaurant). De voormalige provinciale weg is nu een lokale gemeenteweg geworden sinds de doorverbinding (2002) naar de Zuiderbrug over de Maas van de A73 die ten oosten van Tegelen-centrum loopt.
Ten gevolge van het Verdrag van Londen werd in 1839 de provincie Limburg in twee stukken verdeeld, waarbij Tegelen bij Nederland kwam.

### Moderne geschiedenis

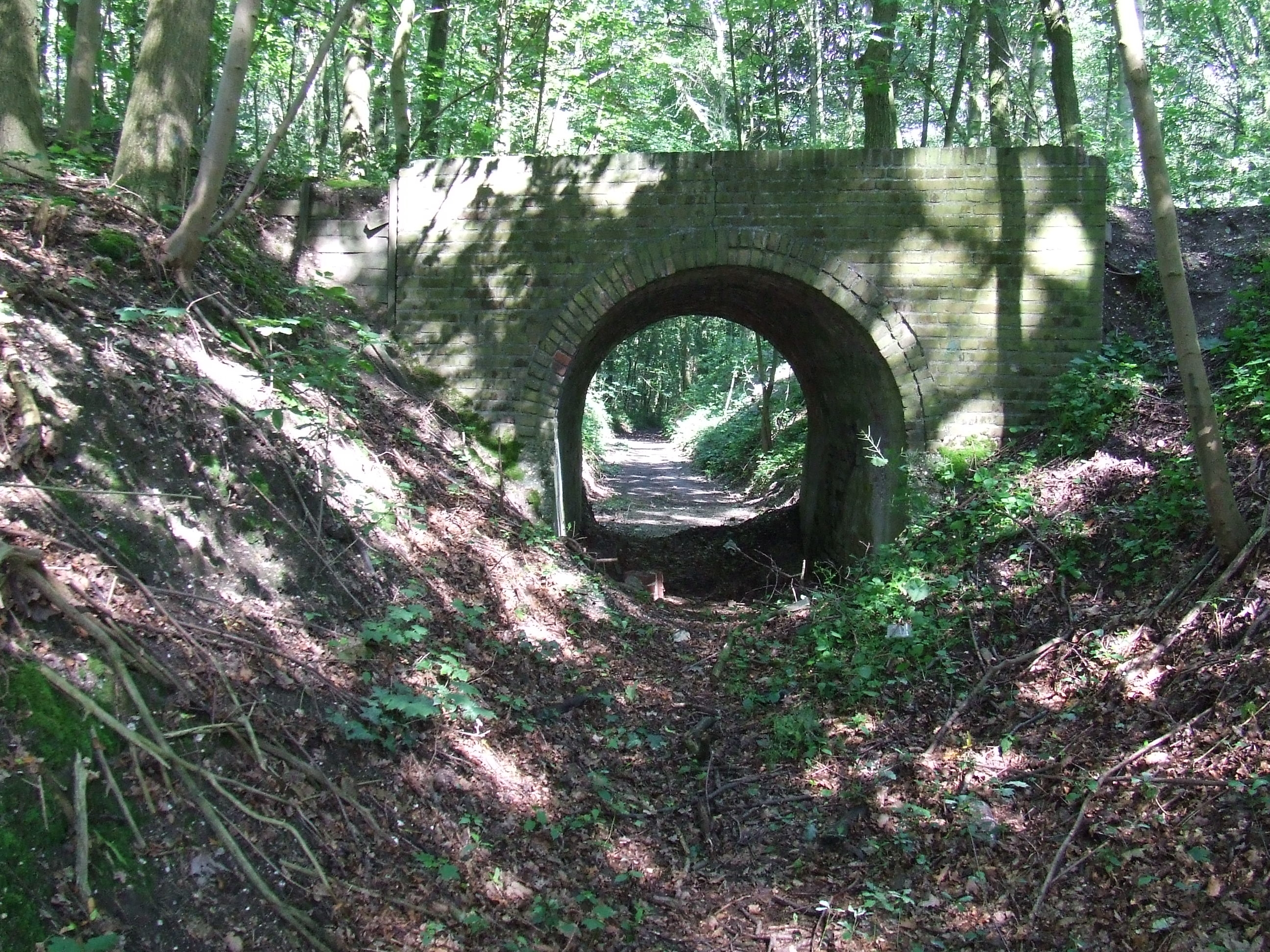
Smalspoorviaduct in buurtschap Egypte waar vroeger twee kleitramsporen elkaar kruisten.

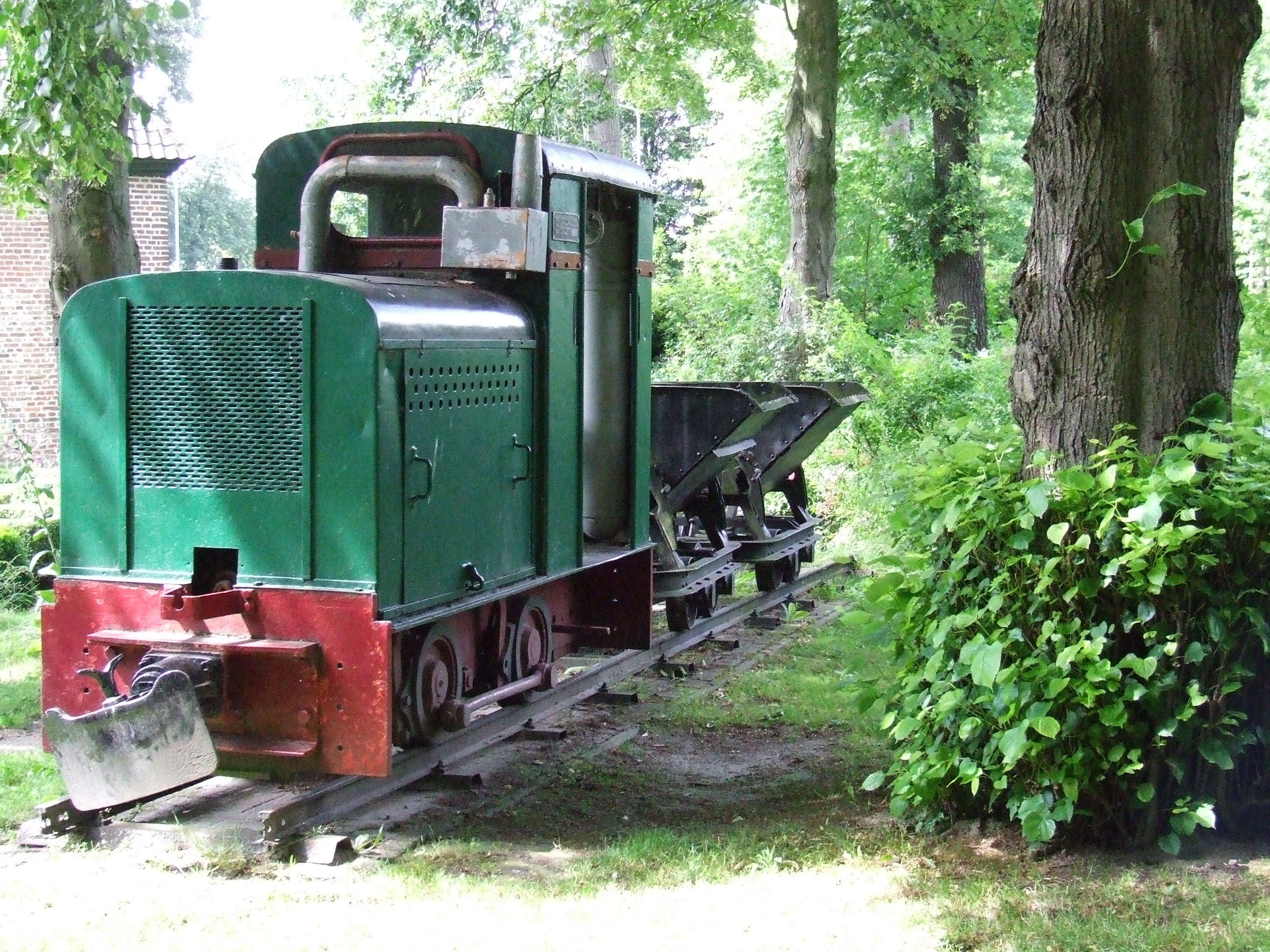
Kleitrammetje dat nu bij Kasteel Holtmühle tentoongesteld staat.

Tijdens zijn rondreis door Limburg kwam koning Willem II op 13 juni 1841 door Tegelen. Tegelen ontwikkelde zich rond deze tijd tot een regionaal industriecentrum. Van oudsher waren er al verscheidene pottenbakkerijen en pannen en steenbakkerijen; gedurende de middeleeuwen werden de stenen gebouwen in Venlo grotendeels met in Tegelen geproduceerde stenen gebouwd. Door de steeds groter wordende vraag naar deze producten werden er diverse nieuwe keramische bedrijven gesticht en er kwamen nu ook ijzergieterijen bij. Later kwam hier de dranken- en tabaksindustie bij en na 1900 tuinbouw. In 1865 werd aan de Parallelweg een spoorwegstation op de spoorlijn Maastricht - Venlo geopend (in 1997 werd aan de Drink een nieuw Station Tegelen gebouwd). Vanaf midden 19e eeuw groeit de Tegelse industrie zeer snel, vooral de metaal- en kleiwarenindustrie. In 1879 was Jacobus Craandijk in Tegelen. In zijn Wandelingen door Nederland met pen en potlood schrijft hij onder andere:...Tegelen, met een groote, fraaije kerk en een' zwaren toren, een klein, oud dorp, in 1196 als Tigele voorkomend, maar reeds veel vroeger een bewoonde plaats... en ...het uitgestrekte kasteel Holtmuhle ... met zijn twee poorten, zijn' ommuurden voorhof, zijn breede gracht... In 1888 werd de tramlijn Venlo - Tegelen - Steyl in gebruik genomen, de eerste tramlijn van Limburg, eerst als paardentram en vanaf 1910 als motortram. In 1918 werd de tramlijn opgeheven. De twee Deutz-locomotieven werden verkocht aan de Russel-kleigroeve en waren tot 1934 als kleitram in gebruik.
Als eerste in de regio kreeg baksteenfabriek Canoy-Herfkens in 1893 toestemming voor de aanleg van een 900 mm smalspoor voor de aanvoer van klei. Andere fabrieken, kleigroeves en voor enkele jaren zelfs een bruinkoolgroeve (de NV Leemhorst) volgden. Tot aan de jaren zestig werd een groot gedeelte van het buitengebied van Tegelen doorkruist door kleitramspoortjes en waren de op gezette tijden voorbij rammelende tremkes (smalspoortrams met kieplorries) die de door grote excavateurs opgegraven klei naar de fabrieken transporteerden een vertrouwd gezicht voor de Tegelenaren. Deze spoorlijntjes zijn nu allang verdwenen, omdat vrachtwagens het kleitransport geleidelijk overnamen, maar enkele smalspoorviaducten en tunnels in de buurtschap Egypte bestaan nog en zijn nu rijksmonumenten. In 1911 werd aan de Kerkstraat het gebouwencomplex voor de Rooms-katholieke Volksbond en Verbruiksvereeniging "de Volharding" gerealiseerd. 
In de Eerste Wereldoorlog bleef Nederland neutraal maar werden er wel extra veel soldaten gemobiliseerd die de grenzen met Duitsland en België moesten bewaken. In Tegelen werden die bij de bevolking ingekwartierd. Door de geallieerde blokkade van Duitsland zakte de export van onder andere de Tegelse keramische industrie in en sommige fabrieksdirecteuren maakten hier misbruik van door de al lage lonen van de arbeiders nog meer te verlagen. Naarmate de oorlog langer duurde kwam er steeds meer gebrek aan voedsel en andere waren in Duitsland en in Tegelen ontstond een levendige smokkel handel waardoor sommige Tegelse smokkelaars veel geld verdienden. Maar er werden ook diverse smokkelaars doodgeschoten door grenswachters. In november 1918 had Duitsland de oorlog verloren en was daar de 'novemberrevolutie' uitgebroken: keizer Wilhelm II werd afgezet en deze vluchtte via het Belgische Spa naar Nederland waar hij op 10 november aankwam op station Eijsden en asiel aanvroeg. Na twee dagen beraadslaging door de regering in Den Haag kwam de toestemming en kon de reis voortgezet worden. Op 12 november 1918 reed de trein van de Duitse voormalige keizer door Tegelen toen hij op weg was naar zijn voorlopige ballingsoord in Nederland. Na een korte stop op het station van Venlo, waar een grote massa nieuwsgierigen zich verzameld had waaronder ook vele Tegelenaren, hervatte de trein haar reis naar Maarn waar de ex-keizer voorlopig op kasteel Amerongen logeerde. Hij zou Duitsland nooit meer terugzien en overleed in 1941 in huis Doorn op de Utrechtse heuvelrug.
In 1924 kreeg Tegelen haar eigen krant met de naam Tegelsche Courant. Het eerste nummer verscheen op zaterdag 30 juli 1924 en een halfjaarabonnement kostte destijds 75 cent. Begin 21e eeuw werd de krant onder de naam Tegelse Courant omgevormd tot een gratis verspreid wekelijks huis-aan-huisblad, uitgegeven door de Nederlandse Weekbladen Groep, sinds 2009 deel van A&C Media. In 2015 verscheen deze voor het laatst. Na eerdere overstromingen in 1740, 1799 en 1880 zorgde de hoge waterstand van de Maas in januari 1926 opnieuw voor veel wateroverlast, waarbij onder andere de oude markt en de Spoorstraat onder water kwamen te staan. Het waterpeil van de overstroming in 1643 werd echter niet gehaald.
Tegelen kreeg pas laat een goede infrastructuur. De twee watertorens in Tegelen werden in de 20e eeuw gebouwd. In 1908 bouwden de paters van Steyl de eerste watertoren toen ze hun kloosters van een waterleiding voorzagen. Op 22 juni 1931 werd het Tegelse waterleidingsbedrijf opgericht en met de bouw van de watertoren op de Heide in 1938 was het leidingnet voltooid. In 1921 werd het Tegelse elektriciteitsnet in bedrijf genomen. Een riolering werd in de jaren 30 aangelegd. Na de oorlog werden ook de laatste wegen verhard.

### Tweede Wereldoorlog

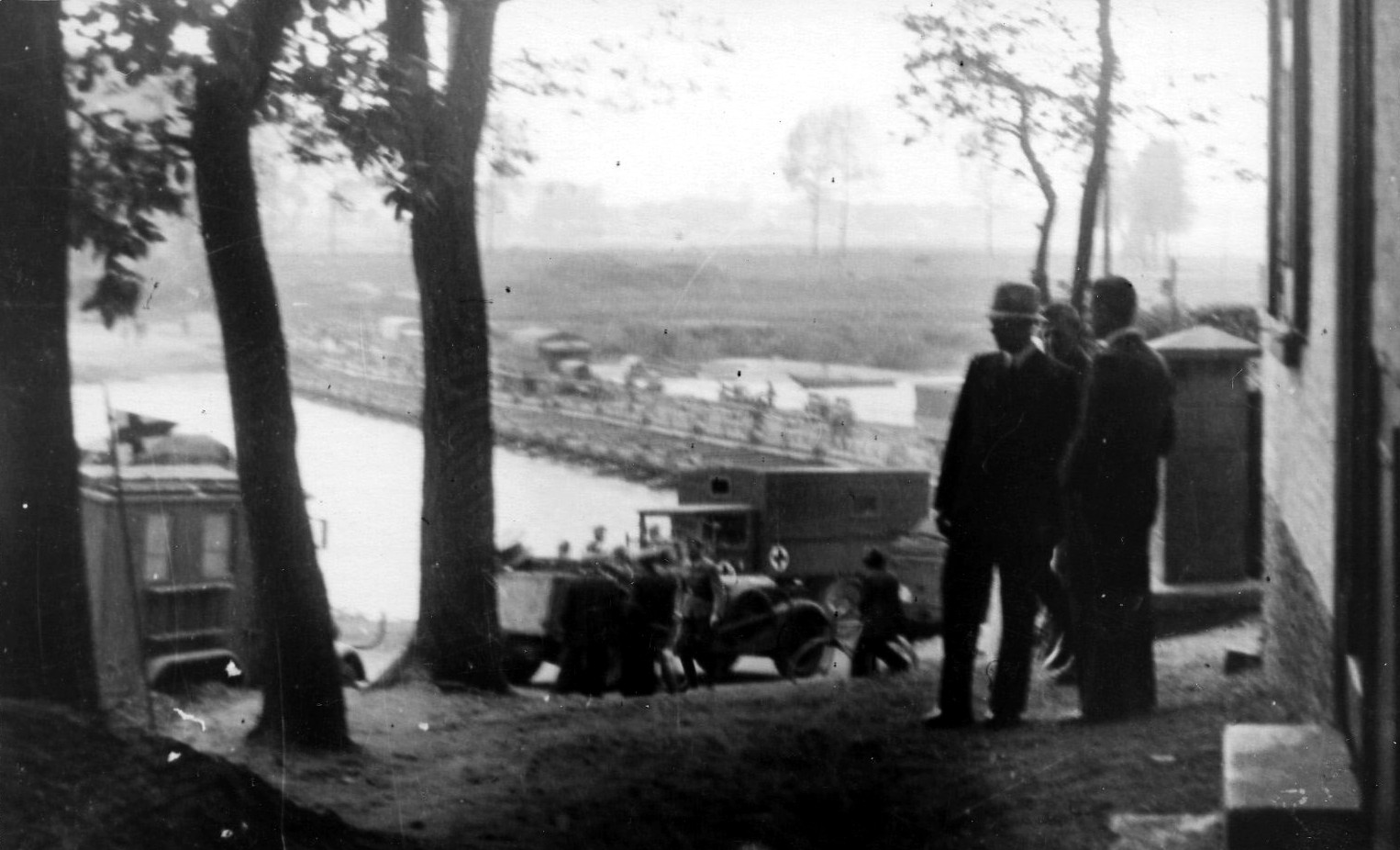
De door de Duitsers aangelegde pontonbrug bij Steyl

In de vroege ochtend van 10 mei 1940 begon de Duitse aanval op Nederland. Bijna alle Maasbruggen, waaronder die van Venlo, konden door de Nederlanders worden opgeblazen, maar diezelfde dag legden de Duitsers bij Steyl een pontonbrug aan. De hele dag reed vanuit de Duitse grensplaats Kaldenkerken, via de Kaldenkerkerweg, een onafgebroken stoet wagens met legermateriaal van de Wehrmacht door Tegelen om over de pontonbrug naar het westen te trekken. Op deze vrijdag wisten de Duitsers vrijwel geheel Limburg te veroveren. Voor Tegelen en haar bewoners begon hiermee de Duitse bezetting. Onder toeziend oog van de Duitse bezetter werd in november 1940 het Oorlogsmonument Tegelen onthuld, ter nagedachtenis aan de slachtoffers van de ondergang van de Nederlandse mijnenveger Hr. Ms. Willem van Ewijck in 1939, waarbij 30 bemanningsleden om het leven kwamen. De uit Tegelen afkomstige stoker 3e klas Henk Peters was een van de slachtoffers. Het monument met de naam 'Ik zal handhaven' was waarschijnlijk het eerste oorlogsmonument voor slachtoffers van de Tweede Wereldoorlog in Nederland.
Aan het einde van de Tweede Wereldoorlog werd door een nieuwe bestuurtechnische indeling het bestuur van de bezette gemeente Tegelen overgenomen door de "Ortsgruppe Tegelen" van de NSDAP, waardoor Tegelen een Duitse gemeente werd. De officiële reden hiervoor is niet bekend maar waarschijnlijk grepen de nazi's terug op het Gulikse verleden van Tegelen en meenden ze de 'onterechte' toewijzing van Tegelen aan Nederland in 1817 ongedaan te moeten maken. De Duitse Ortsgruppenführer Wilhelm Potthoff werd aldus korte tijd, tot aan de bevrijding, de nieuwe burgemeester; hij arriveerde op 8 september 1944 op het in 1940 door architect Frits Peutz ontworpen nieuwe Tegelse gemeentehuis.
In oktober 1944 werd door de Duitsers begonnen met de aanleg van de Maas-Roerstelling, een extra verdedigingslinie als aanvulling op de Westwall. De Maas-Roerstelling bestond uit tankgrachten, Tobroeks en loopgraven en liep van Venlo aan de Maas tot Wassenberg aan de Roer. In Tegelen zijn de bunkers geruimd, maar in Venlo, Belfeld, Reuver en Swalmen zijn ze nog te zien. Gedurende de winter van 1944/1945 lag Tegelen in de frontlinie: de geallieerden hadden de linker Maasoever in handen en de Duitsers hielden stand aan de rechteroever. Voortdurend werd er heen en weer geschoten met artillerie waarbij onder andere de Sint-Martinuskerk en de nabijgelegen pastorie zwaar beschadigd werden. Verschillende gebouwen werden helemaal verwoest door afgedwaalde bommen en tientallen woningen brandden uit. Hierdoor bracht de Tegelse bevolking noodgedwongen de laatste oorlogswinter in kelders en geïmproviseerde schuilplaatsen door. Verschillende Tegelenaren werden dodelijk getroffen door granaattreffers in hun schuilplaats of door geweervuur als ze voedsel probeerden te halen.
Na de bevrijding van Tegelen op 1 maart 1945 werd de inlijving bij Duitsland ongedaan gemaakt. Sindsdien hoort Tegelen weer bij Nederland.

### Recente geschiedenis

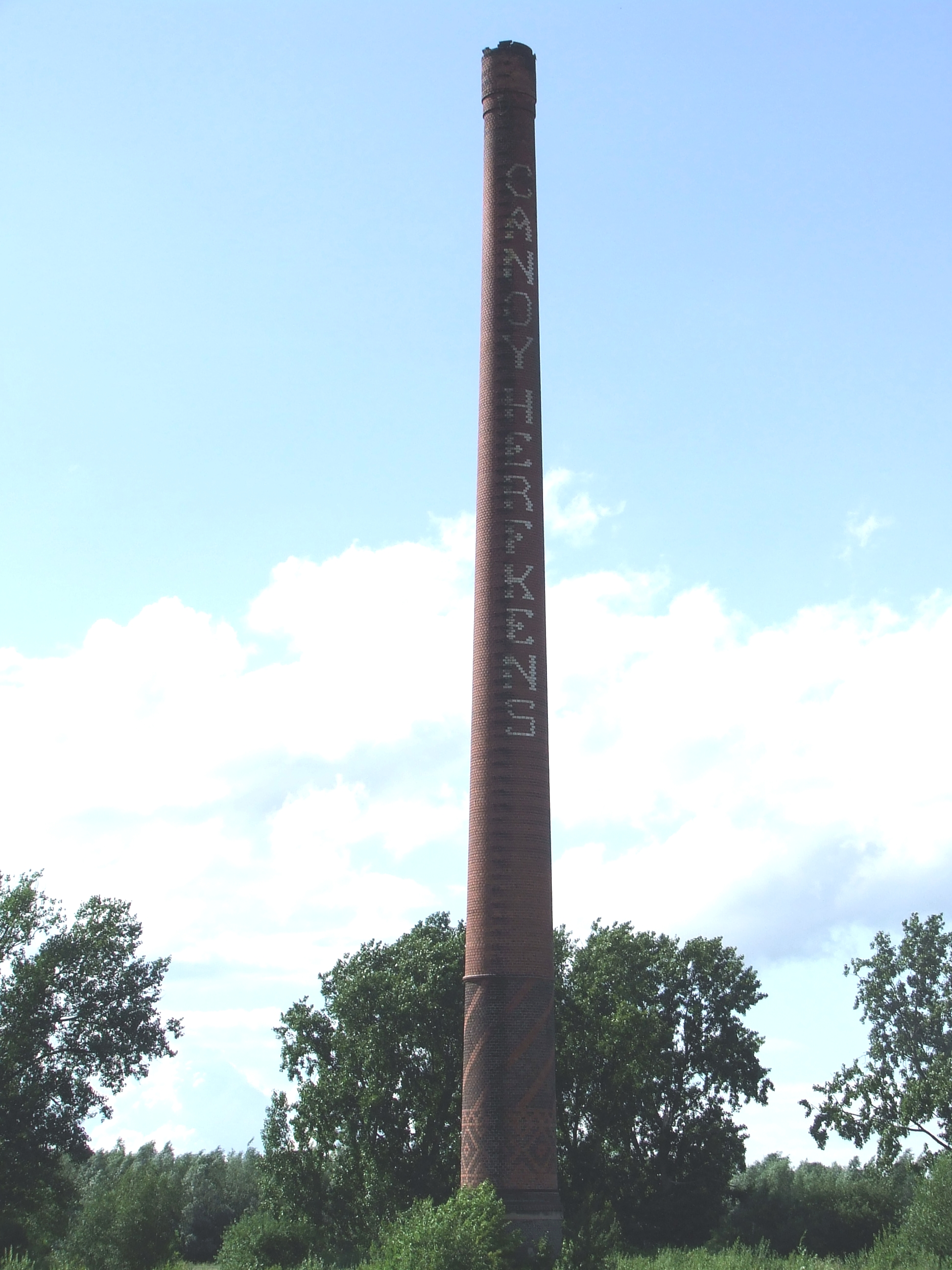
Schoorsteen van de verdwenen baksteenfabriek Canoy-Herfkens.

Tijdens de oorlog werden meer dan 50 huizen verwoest, waaronder de monumentale panden Lengs (dubbele villa), Huize Gusto en het oude handelshuis Gubbels aan de Maas. Na de oorlogstijd was er in Tegelen een groot tekort aan woningen, wat in de jaren daarna alleen maar groter zou worden: In 1945 waren er 2059 woningen voor 2460 gezinnen en in 1950 slechts 2239 woningen voor 2916 gezinnen, wat betekende dat toen 45% van de gezinnen samenwoonden (677 gezinnen die bij een ander gezin inwoonden, dus 1354 samenwonende gezinnen). In 1957 werd het oude gemeentehuis op het Wilhelminaplein gesloopt en twee jaar later werd Thisse's sjop, de laatste Tegelse dakpannenfabriek oude stijl afgebroken. In 1962 werd kasteelboerderij Wambach gesloopt om plaats te maken voor de kleigroeve van Russel-Tiglia en in 1967 brandde de laatste watermolen van Tegelen af (de Holtmeule (houtmolen) bij kasteel Holtmühle). Vanaf de jaren 50 werden onder de burgemeesters Pesch en vooral diens opvolger Rutten vele karakteristieke panden in het centrum gesloopt. Het toenmalige Dagblad voor Noord-Limburg schreef over dit zogenaamde "Komplan": "ambitieuze bestemmingsplannen uit de jaren 50 en 60 die nu als "grootheidswaanzin" worden bestempeld, moesten van Tegelen een belangrijke grensplaats maken ..... De kern werd niet ingrijpend gewijzigd, maar gewoon weggevaagd." Onder de sloophamer verdwenen, ondanks protest van verschillende actiegroepen van Tegelenaren, historische panden zoals het Witte Huis (1972), Scala Theater/Studio B (1973), Het Wapen van Tegelen (1975), café-restaurant Wilhelmina (later de Tegel genoemd, 1978), pand Steeghs (1979), pand Thissen (de voormalige herberg die Napoleon zou hebben bezocht, 1979), villa 't Ing (1980) en vele andere panden uit de 18e en 19e eeuw op de Grotestraat, Kerkstraat en het Wilhelminaplein. Zo bleef Tegelen, na deze kaalslag, zitten met een onsamenhangend centrum waar eigenlijk niemand tevreden over was. Vele oudere Tegelenaren dachten met weemoed terug aan het gezellige vooroorlogse dorpscentrum. Met een nieuw 'centrumplan', waarbij een deel van het vooroorlogse bebouwingsplan werd hersteld, is gepoogd weer wat meer gezelligheid in het centrum te brengen.
Na de jaren vijftig nam het aantal fabrieken in Tegelen gestaag af door fusies en het verdwijnen van de kleinere fabrieken. De keramische industrie bereikte aan het einde van de jaren zestig haar grootste omvang. Met een jaarproductie van ongeveer 450.000 ton keramische bouwproducten was de Tegelse keramische industrie uitgegroeid tot de omvangrijkste industrie van grofkeramische bouwprodukten in Nederland. In dezelfde tijd werd ten westen van ijzergieterij de Globe, bekend van haar putdeksels, de voorheen vrijwel onbebouwde vlakte Alendveld volgebouwd en ontstond de wijk de Alland, waar in 1969 het Tegelse openbare zwembad werd aangelegd. In 1986 werden de gebouwen op het Globe-terrein gesloopt voor de uitbreiding van de wijk Alland (heden Nieuw-Steyl) en in de jaren negentig waren alle ijzergieterijen uit Tegelen verdwenen, alleen aluminiumgieterij MGG (in de volksmond bekend als gieterij Giesen) is nog altijd aanwezig in het centrum. Door de toepassing van nieuwe bouwmaterialen uit beton en kunststof nam de vraag naar keramische bouwmaterialen af en van de kleiwarenindustrie, inmiddels overgegaan in internationale handen, zijn nog drie dakpannenfabrieken over. Ook verdwenen zijn de tabaksindustrie, stokerijen en Canoy-Herfkens, een van de oudste steenfabrieken van Nederland en lange tijd marktleider op het gebied van de fabrieksschoorsteenbouw. Alleen de uit 1895 stammende fabrieksschoorsteen, een rijksmonument, staat er nog.
Rond kerstmis 1993 zorgde de extreem hoge waterstand van de Maas ervoor dat aanzienlijke delen van Tegelen onder water kwamen te staan. De aanleg van een dijk voorkwam dat dit amper een jaar later in januari 1995 weer gebeurde: enkel een klein gedeelte van Steyl, dat slecht te beveiligen was tegen de hoge waterstand, had toen last van wateroverlast.
Op 1 januari 2001 vond een reeks bestuurlijke herindelingen plaats in Noord-Limburg. Toen gebeurde wat veel bestuurders, notabelen en 'gewone' inwoners van Tegelen jarenlang hebben proberen tegen te houden: Tegelen werd (met Belfeld en een deel van Grubbenvorst) toegevoegd aan de nieuwe gemeente Venlo. Heden is niet veel meer te merken van Tegels-Venlose rivaliteit: verschillende oorspronkelijk Tegelse notabelen en bestuurders hebben zitting genomen in Venlose bestuursinstellingen, verenigingen en de Venlose gemeenteraad. In 2017 werd gevierd dat Tegelen 200 jaar bij Nederland is.

## Kerkelijke en kloostergeschiedenis vanaf 1875
De uit het Duitse Goch afkomstige (sinds 2003 heilige) Arnold Janssen wilde in de 19e eeuw, in eerste instantie in eigen land, een missiehuis stichten. Hij kreeg daar echter geen gelegenheid toe omdat de katholieke kerk in het toen net opgerichte Duitse keizerrijk destijds door de regering van Otto von Bismarck werd vervolgd. De protestantse Bismarck vond dat de katholieke kerk veel te veel invloed uitoefende op de Duitse katholieken en probeerde tijdens de zogenaamde 'Kulturkampf' (1872-1879) deze invloed drastisch te beperken met allerlei dwangmaatregelen en verboden op katholieke instellingen. Arnold Janssen week daarom uit naar het naburige Nederlands Limburg en in Steyl richtte hij vanaf 1875 drie congregaties op. Dit waren de Gemeenschap van het Goddelijk Woord (Societas Verbi Divini of SVD), de Dienaressen van de Heilige Geest (Blauwe Zusters, deze orde stichtte hij samen met Maria Helena Stollenwerk) en de Dienaressen van de Heilige Geest van de Altijddurende Aanbidding (Roze Zusters). Naast het Missiehuis St. Michaël, het Klooster van het Heilig Hart en het Klooster van de Heilige Geest werd ook een grote drukkerij gebouwd die allerlei 'stichtelijke lectuur' zoals katholieke tijdschriften, missieboekjes en boeken voor het katholiek onderwijs produceerde. In augustus 1927 was de pauselijke nuntius Eugenio Pacelli, de latere Paus Pius XII, in Tegelen om aan 84 missionarissen het Missiekruis uit te reiken.
Als gevolg van de Kulturkampf kwamen ook andere kloosterordes de grens over, zoals de Zusters van de Goddelijke Voorzienigheid, die in 1876 het paleisachtige landhuis van de weduwe van Leopold Moubis-de Rijk aankochten en dit ombouwden tot het St. Jozefklooster. Zo groeide Steyl in de loop van de 19e en 20e eeuw uit tot het kloosterdorp dat het nog altijd is. In 1875 vestigden zich in kasteel de Munt de Benedictinessen van het Heilige Sacrament en in 1884 bouwde de Trappistenorde der Hervormde Cisterciënzers op de Heide het Abdijhof Uelingsheide. In 1889 vestigden de Zusters van Onze Lieve Vrouw zich in het landhuis de Nieuwe Munt (St. Juliaklooster), dat tussen 1893 en 1906 diverse malen werd uitgebreid.

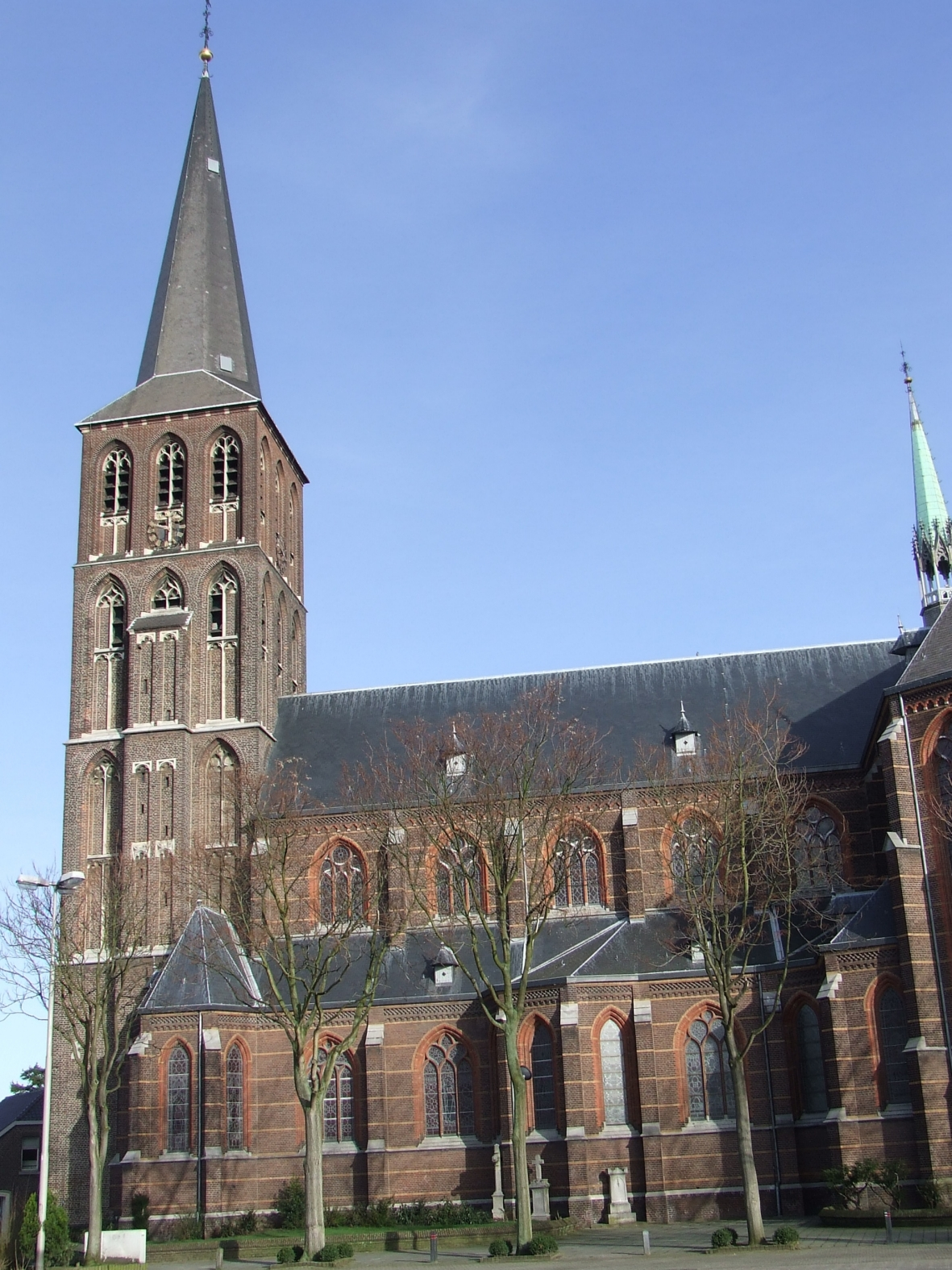
Sint-Martinuskerk

In 1829 werd de Sint-Martinuskerk met een door koning Willem I verleende subsidie van 1000 Nederlandse gulden gerepareerd. In 1874 werd het kerkgebouw ingrijpend gerestaureerd door Pierre Cuypers. In 1894 volgde een nieuwe restauratie en vier jaar later, op 31 augustus 1898 bij de inhuldiging van Koningin Wilhelmina, brandde de toren en het dak van de kerk af door in de toren afgestoken vuurwerk. Tegen de resten van de toren bouwde de in Tegelen geboren architect Caspar Franssen het huidige kerkgebouw. Koningin Wilhelmina schonk 10.000 gulden aan de kerk voor de wederopbouw. In 1909 werd het oude kerkhof rondom de Sint-Martinuskerk waar eeuwenlang de overleden Tegelenaren begraven waren, buiten gebruik gesteld. Door de grote bevolkingstoename was er geen plaats meer om iedere overledene een eigen plekje te kunnen geven. Aan de huidige Kerkhoflaan werd een nieuw en ruim kerkhof aangelegd dat tot op heden in gebruik is. In1931 werd de parochie van het Heilig Hart van Jezus opgericht en in 1933 wordt het rectoraat Steyl de Heilige Rochusparochie. In de jaren 1949 ontstond ook nog de Sint Josephparochie en in 1956 werd Tegelen niet langer ingedeeld bij het dekenaat Venlo, maar werd een zelfstandig dekenaat, waartoe ook de parochies van Belfeld, Beesel en Reuver behoren. Sinds het Tweede Vaticaans Concilie en de roerige jaren 60 echter heeft de ontkerkelijking ook in Tegelen fors toegeslagen en steeds minder katholieken bezochten jaarlijks de kerk. Tegenwoordig is er in heel Tegelen (inclusief Belfeld) nog maar één pastoor die als hoofdkerk de Sint-Martinuskerk bedient. De Sint-Josephkerk werd in 2009 gesloten en ook de Heilig Hartkerk en de Sint-Rochuskerk van Steyl zijn in 2011 aan de eredienst onttrokken.

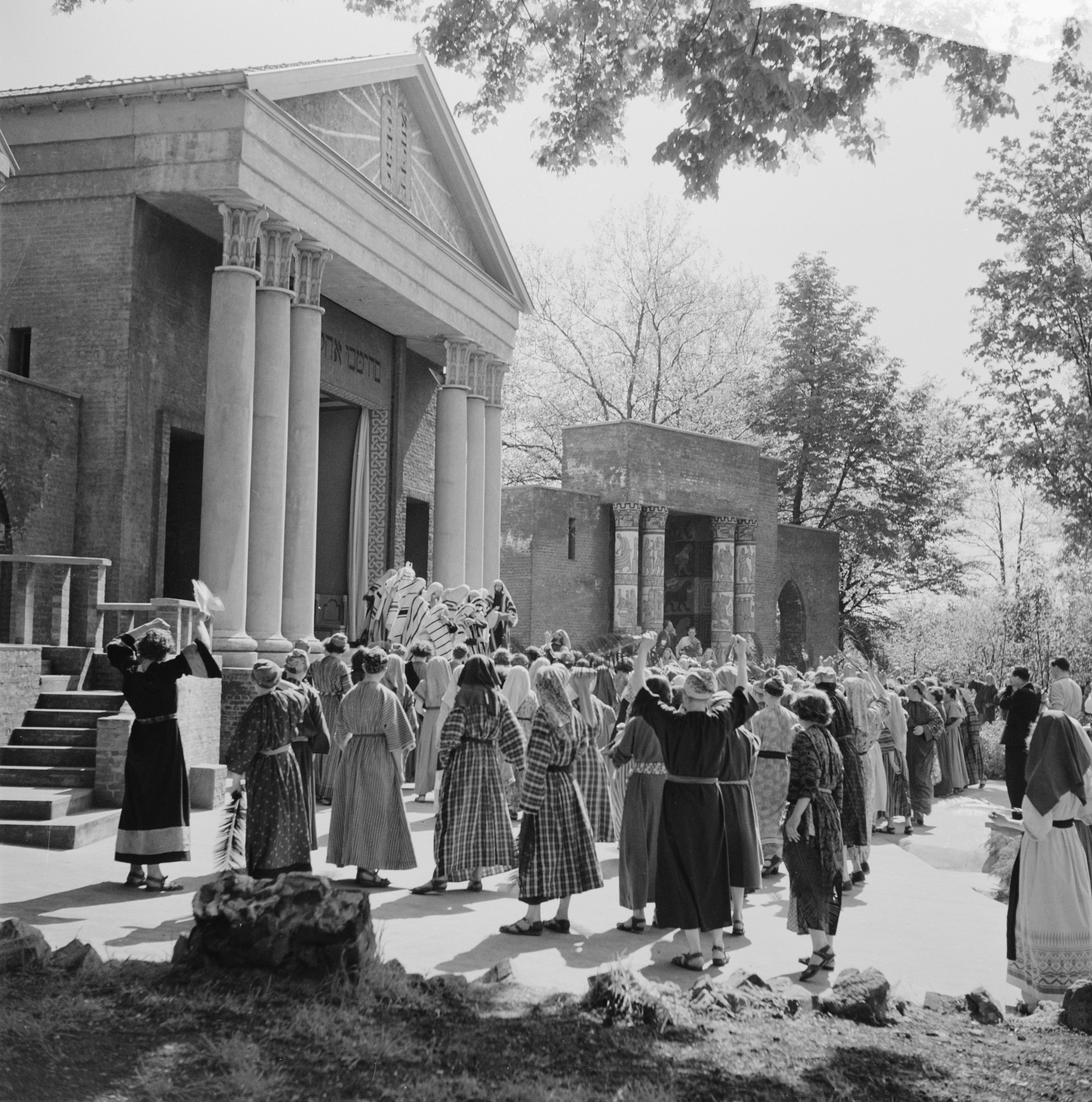
Passiespelen Tegelen in 1950

Ontstaan in 1927 vanuit een kleinschalig Sint Franciscusspel worden sinds 1931 in het openluchttheater De Doolhof de Tegelse passiespelen opgevoerd, vanaf 1975 om de vijf jaar. De spelen kregen meerdere malen koninklijk bezoek, van koningin Wilhelmina (1946), koningen uit Goudkust (1950) en koningin Beatrix (1990, 2010). In 2014 maakte het Nederlands Centrum voor Volkscultuur en Immaterieel Erfgoed bekend dat de Tegelse Passiespelen zijn erkend als Immaterieel erfgoed.
In 1914 vroeg de toenmalige burgemeester Carel van Basten Batenburg aan de Zusters van de Goddelijke Voorzienigheid om een ziekenhuis aan de Schoolstraat te bouwen. Toen de Eerste Wereldoorlog uitbrak kwam het werk stil te liggen. Uiteindelijk werd het eerste Tegelse ziekenhuis in 1927 opgeleverd. In 1964 werd het nieuwe St. Willibrord Ziekenhuis (met een groot mozaïek van Daan Wildschut) aan de Raadhuislaan geopend. In 1970 kwam na langdurig overleg de fusie tot stand met het St.Jozefziekenhuis in Venlo en in 1984 werd tussen Venlo en Tegelen aan de Maas het nieuwe St. Maartensgasthuis geopend, dat na een fusie met het St. Elisabeth Ziekenhuis in Venray heden VieCuri heet. Het oude ziekenhuisgebouw was nog lange tijd in gebruik als bejaarden annex verpleeghuis Martinushof, maar staat heden leeg. In 2015 is het pand aangekocht door supermarktketen Jan Linders en inmiddels is het gebouw van verpleeghuis Martinushof gesloopt.

## Industrie en sociale verhoudingen

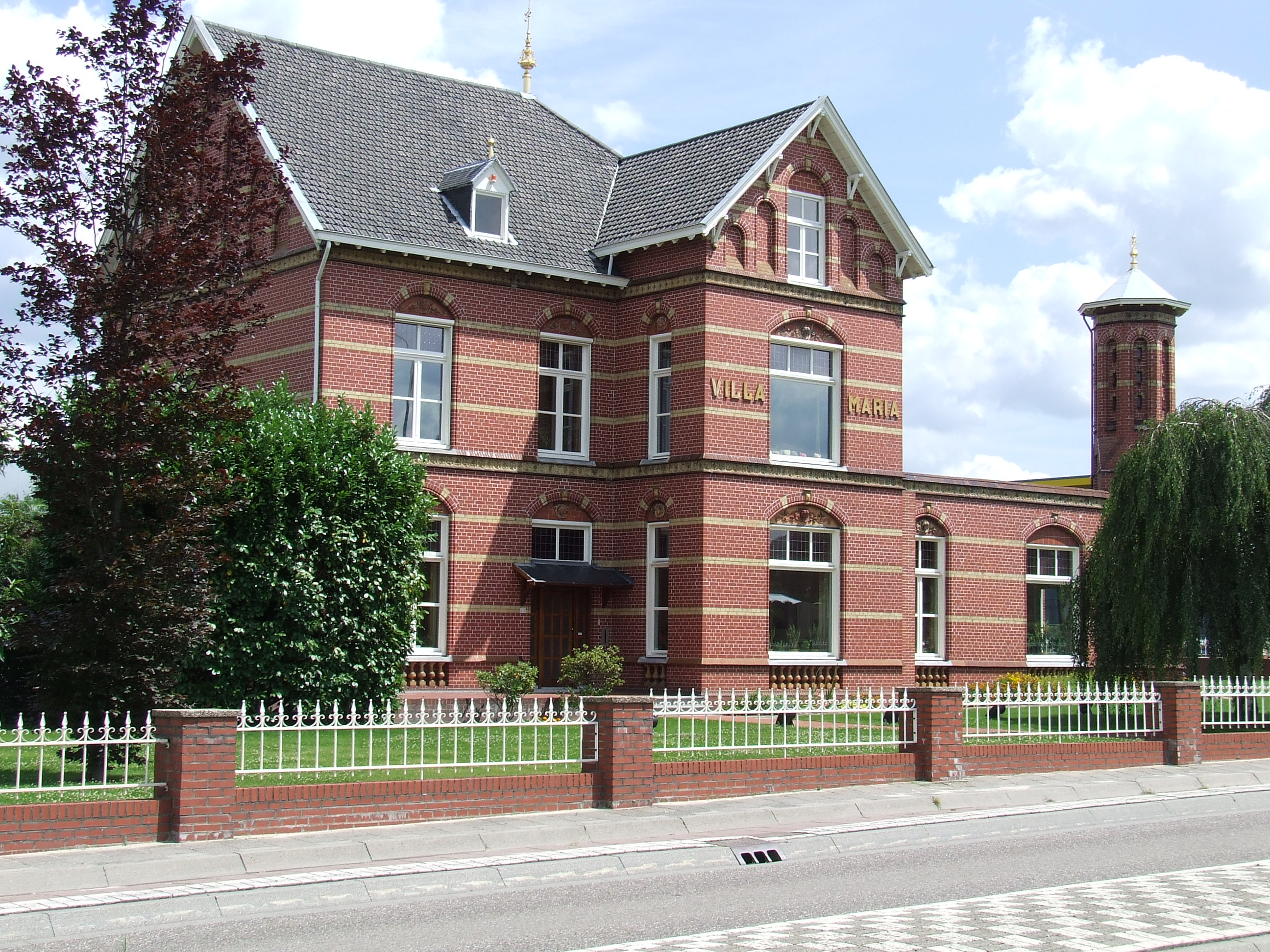
Rijksmonument Villa Maria, een voormalige fabrikantenvilla.

Het economische en sociale leven werd voor de Tweede Wereldoorlog beheerst door een klein aantal fabrikantenfamilies die elkaar de bal toespeelden. Een berucht voorbeeld van hoe dezen hun werknemers behandelden en in hun macht hielden is een affaire die speelde in de Eerste Wereldoorlog. De kleiwarenfabrikanten beweerden dat ze door de economische blokkade van Duitsland, die de geallieerden hadden ingesteld, bijna failliet waren en dat ze alleen konden overleven door de toch al magere lonen drastisch te verlagen. De arbeiders gingen in staking maar op een gegeven moment was de stakingskas leeg. Door bemiddeling van de Tegelse geestelijkheid gingen de arbeiders weer aan het werk, maar wel tegen een zeer schamel hongerloon. Achteraf kwam naar buiten dat de fabrikanten nooit op het punt van faillissement hadden gestaan maar daarentegen exorbitante winsten hadden opgestreken door hun zeer lage loonkosten.
Dat ze inderdaad flink verdienden is nog steeds te zien aan de enorme villa's die deze fabrikanten bewoonden en die nog her en der in Tegelen staan. De oudste en grootste hiervan is de paleisachtige Villa Moubis van de familie Moubis-de Rijk, die in 1860 haar huidige vorm kreeg. Keramiekfabrikant Alfred Russel liet in 1894 aan de Kaldenkerkerweg Villa Maria bouwen en tabaksfabrikant Petrus Kreykamp bouwde in Steyl in 1905 een dubbele villa voor zijn familie en in 1906 Villa Elise voor zijn dochter Elise. Al deze fabrikantenvilla's zijn heden rijksmonumenten. Op de Kloosterstraat in Steyl liet steenfabrikant C. Junckers in 1915 een villa bouwen. Aan de zuidzijde van de Venloseweg werden in 1905 twee villa's gebouwd voor metaalfabrikanten Lambertus Hekkens en Theodorus Thijssen en in 1910 Huize Elka voor industrieel Leonard Sijrier, de grootvader van actrice Myra Ward. Verder naar het noorden bouwden kleiwarenfabrikanten Jos en Harrie Teeuwen in 1932 de villa's de Lings en de Zonnegaard. Deze villa's zijn nu alle zes gemeentelijk monument. Veel van deze grote villa's, verkocht door de voormalige fabrikantenfamilies die na hun 'gouden jaren' veelal in kapitaalkracht sterk achteruitgingen, hebben nu geen woonfunctie meer maar zijn in gebruik als kantoor, hotel en dergelijke.

### Keramische industrie
De oudste industrie in Tegelen is natuurlijk de keramische industrie, die zo oud is als Tegelen zelf. Waarschijnlijk zijn er sinds de Romeinse tijd en hierop volgende middeleeuwen continu steen- en pottenbakovens in bedrijf geweest waarvan de producten in de wijde omgeving werden gebruikt. Hiervan getuigen echter voornamelijk archeologische sporen die tot op heden bewaard bleven. Dat ook in de middeleeuwen in Tegelen klei werd gedolven getuigt de volgende passage in de "De rekening betreffende het graafschap Gelre 1294/1295": "Item apud Tigelen de loco ubi argilla reponitur" (ook bij Tigelen, de plaats waar de klei wordt opgeslagen) Beter gedocumenteerd in behouden gebleven archiefmateriaal sinds de late middeleeuwen en nieuwe tijd zijn de tientallen werkplaatsen en (later) fabrieken die allerlei keramische waren produceerden:
- Potten - Sinds de middeleeuwen zijn al uit Tegelen afkomstige potten bekend en in de plaatselijke Tiendschuur zijn verschillende borden en potten uit de vroege 18de eeuw te bezichtigen. Tussen 1820 en 1835 waren de Tegelse pottenbakkerijen zeer succesvol en exporteerden naar de wijde omgeving, maar nadat Petrus Regout in 1834 zijn aardewerkfabriek in Maastricht had opgericht (later De Sphinx genoemd), konden veel Tegelse bedrijven de concurrentie niet aan en werden uiteindelijk gesloten.
- Bakstenen - Al in de 15e eeuw werd er, blijkens archiefgeschriften, in de plaatselijke Waterrieth (het gebied ten noorden van de Hoogstraat en westelijk van de Veldstraat, destijds groen wegsken genaamd) klei afgegraven, het zogenoemde "tichelen", om hiermee stenen te bakken voor onder andere de bouw van de derde Sint-Martinuskerk rond 1430. Maar ook voor de monumentale middeleeuwse gebouwen van Venlo werd hoogstwaarschijnlijk voornamelijk Tegelse baksteen gebruikt. Rond 1880 waren er vele veldovens en twee ringovens in Tegelen in gebruik.
- Dakpannen - In de nieuwe tijd werd door de machthebbers steeds meer verplicht gesteld dat daken in steden met onbrandbare materialen zoals leisteen of keramische pannen gedekt moesten worden, in plaats van met het traditionele stro en riet, om de geregeld voorkomende stadsbranden tegen te gaan. Leisteen was nogal kostbaar en werd daarom meestal alleen op voor de stad representatieve monumentale gebouwen zoals kerken, paleizen en stadhuizen gebruikt. Voor de woonhuizen en winkels en dergelijke werd het goedkopere alternatief van keramische dakpannen gekozen. Hierdoor groeide de vraag naar gebakken dakpannen explosief en ook de Tegelse dakpanindustrie kreeg de wind in de zeilen. In 1773 werd de eerste pannenfabriek sinds de Romeinse tijd opgericht. In 1812 waren er drie fabrieken en in 1863 al twaalf. Rond 1890 waren er zo'n dertig pannenfabrieken,[8] maar daarna werden dat er door fusies, overnames en sluiting van kleine fabrieken steeds minder. Het hoogtepunt van de Tegelse dakpannenindustrie lag in de jaren vijftig tot zestig toen er voor de wederopbouw van Nederland na de oorlog een enorme vraag naar bouwmateriaal was. Na de voltooiing hiervan nam de vraag en daardoor ook de productie en het aantal fabrieken gestaag af. Heden ten dage zijn er nog drie dakpannenfabrieken in Tegelen gevestigd die overigens niet meer zelfstandig zijn maar in internationale handen zijn overgegaan middels diverse fusies en bedrijfsovernames. Deze drie grote bedrijven produceren 60% van alle Nederlandse dakpannen.[51]

### Metaalbewerking
In 1854 richtten twee Tegelse ondernemers, Hendrikus Hubertus Kamp en Franciscus Antonius Soeten, een eerste stoomsmederij op, waaraan vervolgens een ijzergieterij werd verbonden. Het aantal metaalbewerkingsbedrijven groeide gestaag en in 1950 werkten meer dan 2000 personen in de Tegelse metaalindustrie. Door de toenemende concurrentie uit lagelonenlanden moesten vanaf de jaren zeventig veel van deze bedrijven stoppen. In 1998 en 2005 zijn de laatste twee ijzergieterijen verdwenen. Anno 2025 is nog een metaalgieterij naast een aantal andere metaalbewerkingsbedrijven werkzaam.

### Tabaksindustrie
Begin 19e eeuw was de haven van Steyl een belangrijke overslagplaats voor het Gulikse achterland. Hier werd ook tabak aangevoerd voor de vele sigarenmakers in het Rijnland. In deze tijd ontstonden ook in Tegelen diverse tabaksfabrieken die hun grondstof, gedroogde tabaksbladeren, verkregen van tabaksplantages uit de nabije Peel maar ook van verder weg: van plantages in de Verenigde Staten en Zuid-Amerika en de koloniën in Nederlands-Indië. Er waren sigaren-, sigaretten- en roltabakfabrieken met namen als Nordhauser rol- en pruimtabaksfabrieken de Kruier, Sigarenfabriek Vossen-Breuers, voorheen de Tabaksplant, Sigarenfabriek de Kroon, bekend van de Vitola-sigaren, Puccini en De Krullebol. Op het hoogtepunt in de jaren dertig werkten alleen al in de twee grootste fabrieken zo'n 350 mensen. In 1962 sloot de laatste grote tabaksfabriek haar deuren. Heden bestaat er nog één kleine sigarenfabriek: het familiebedrijf Hovens.

### Bierbrouwerijen, stokerijen en drankenhandel

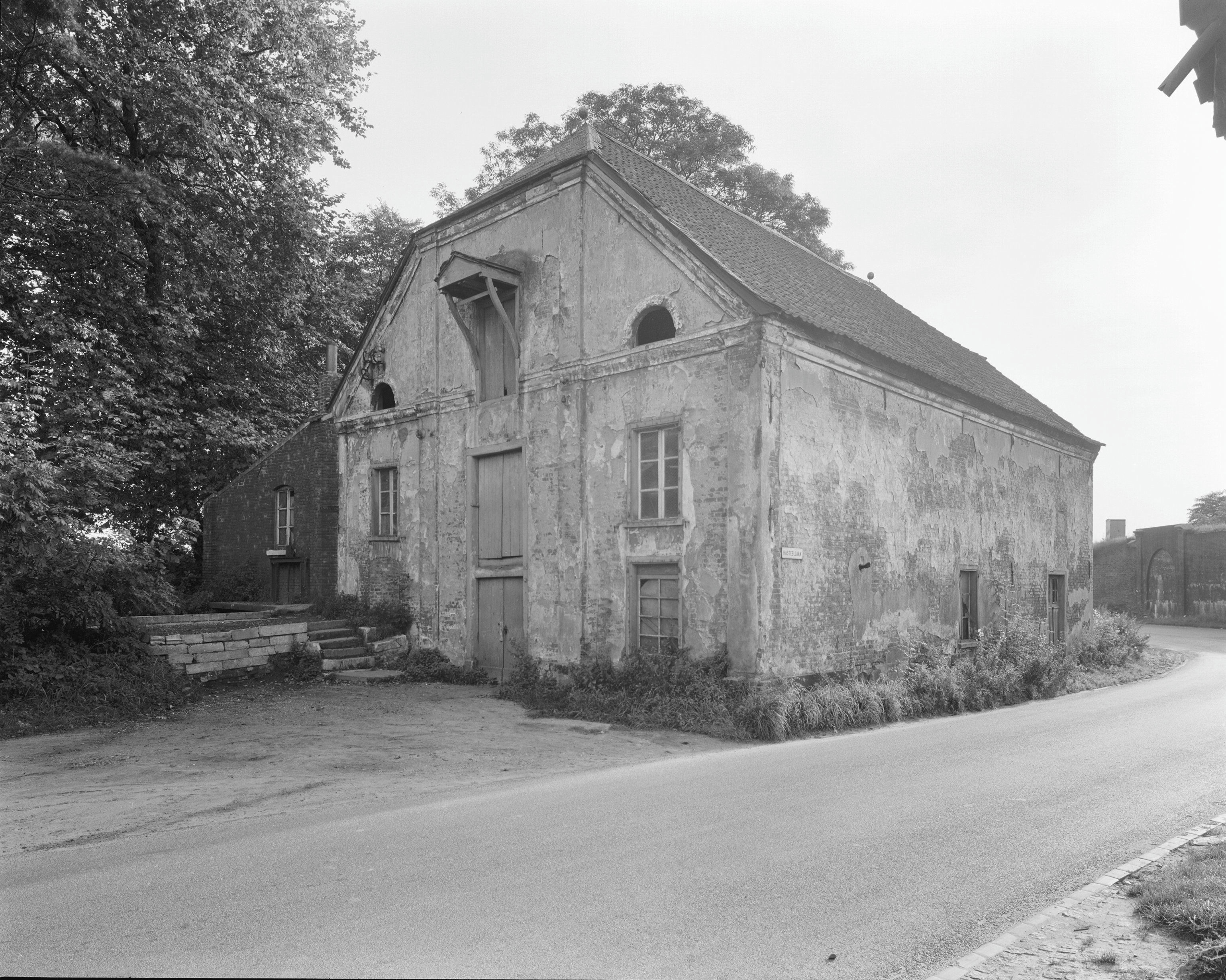
De Holtmeule-watermolen in 1965.

In de 15e eeuw bezat Tegelen al een bierbrouwerij. In 1734 waren er elf stokerijen en distilleerderijen, daar er in het naburige Hertogdom Gelre hoge accijnzen op sterkedrank werden geheven. Rijksmonument het Kranenbreukerhuis uit 1767 was eerst een bierbrouwerij, vanaf 1829 een pottenbakkerij en sinds 1877 een tabaksfabriek. In 1891 werd een brouwerij geopend in Trappisten-abdij Ulingsheide. Vanaf de 18e eeuw waren er wijnhandels in Tegelen. Sinds 1886 werden in de mineraalwaterfabriek de Snelle Sprong tafelwaters en limonades uit Tegels bronwater gemaakt. Door de opkomst van de grote frisdrankindustrie in de jaren vijftig ging de fabriek uiteindelijk ten onder.

### Watermolens
In Tegelen bevonden zich al in de middeleeuwen verschillende watermolens.
- De Wambachermolen, de graanmolen van kasteel Wambach, lag aan de Molenbeek. Ze werd al voor 1326 gebouwd en bestond in 1794 nog. Tegenwoordig is zowel de molen als het omgrachte kasteel verdwenen.
- De Geërfdenmolen aan de Molenpas bestond tot 1662. In dat jaar werd de Mulbeek definitief naar Venlo geleid, waardoor de molen niet meer genoeg water kreeg.
- De Holtmeule (houtmolen) met houtzagerij bij kasteel Holtmühle was waarschijnlijk even oud als het oorspronkelijke kasteel, ongeveer 700 jaar dus.[54] In 1967 brandde de molen volledig uit.

## Heraldiek

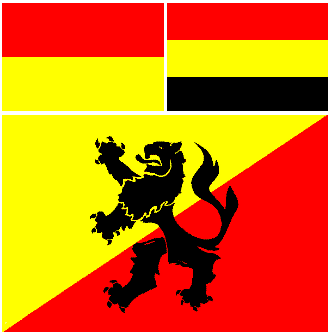
De vlaggen van de voormalige gemeente Tegelen. Linksboven: gemeentevlag tot 1955. Rechtsboven: gemeentevlag van 1955 tot 1991. Om verwarring met de Belgische en Duitse vlag te voorkomen werd deze in 1991 vervangen. Onder: gemeentevlag van Tegelen van 1991 tot de opheffing van de gemeente in 2001.

### Vlag van Tegelen
De eerst bekende vlag van Tegelen bestond uit twee horizontale banen van gelijke breedte. Het bovenste vlak was goud of geel van kleur, het onderste rood.
De tweede vlag kwam tot stand, nadat in 1953 het gemeentebestuur van Tegelen om heraldisch advies vroeg aan de rijksarchivaris voor het ontwerpen van een nieuwe vlag. Deze nieuwe vlag werd op 29 september 1955 bij vaststelling door de gemeenteraad als volgt omschreven:
Drie horizontale banen van gelijke hoogte en gelijke lengte, van boven naar beneden rood, goud en zwart
Deze vlag was nauwelijks bekend onder de bevolking, blijkens een onderzoek onder de inwoners van Tegelen. Hieraan wordt gerefereerd door de stadsarchivaris Frans Hermans in zijn boek "Een bijzonder wapen."
Tijdens zijn bezoeken aan Tegelen zag de Utrechtse vlaggendeskundige J.F. van Heijningen nooit een Tegelse vlag in het straatbeeld, hoewel hij de toenmalige vlag wel kende. Daarom ontwierp hij een nieuwe vlag. Dit werd de derde en laatste versie van de vlag. Deze vlag bestaat uit twee diagonale vlakken, waarvan het vlak (aan de mastzijde) linksboven geel van kleur is en het vlak rechtsonder rood. In het midden van de vlag wordt in zwart de Gulikse leeuw afgebeeld.
De oplopende lijn verbeeldt het hoogteverschil van 20 m boven NAP bij de Maas tot 50 m boven NAP op het hoogterras bij de Duitse grens. De diagonale scheiding symboliseert traditiegetrouw Sint-Martinus, de beschermheilige van Tegelen. In het midden staat de Gulikse leeuw.
De Hoge Raad van Adel stelde, desgevraagd, dat de Gulikse leeuw centraal op de vlag moest worden geplaatst, van aanzienlijk postuur. Tijdens de gemeenteraadsvergadering van 30 mei 1991 werd het ontwerp van de nieuwe vlag vastgesteld.

### Wapen van Tegelen

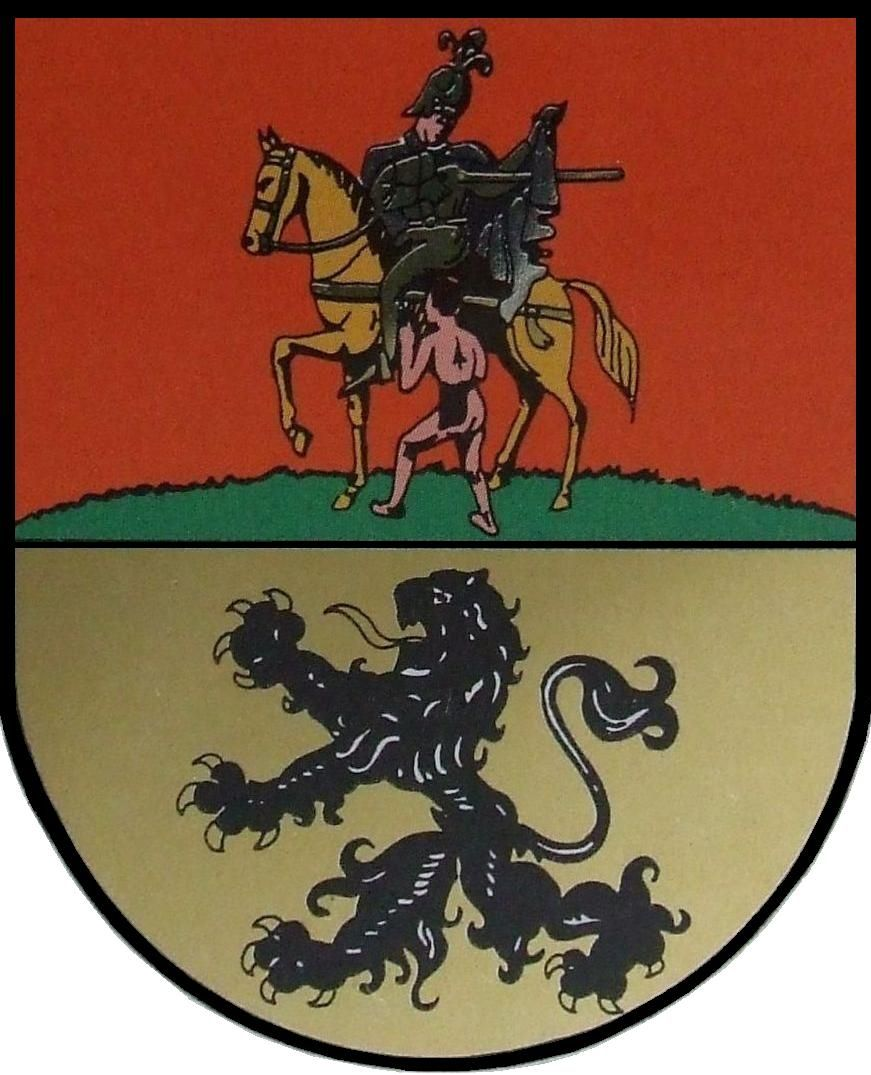
Wapen van de gemeente Tegelen, zoals dat van 1896 tot 2001 in gebruik was.

Het wapen van Tegelen is een combinatie van Sint Martinus, de beschermheilige van Tegelen, en het wapen van Gulik. Het gemeentewapen werd op 11 december 1896 door koningin-regentes Emma aan de gemeente Tegelen verleend. Het gemeentewapen is gebaseerd op het gemeentezegel, waarvan de eerste bekende afbeelding uit 1556 dateert. Het zegel bestaat uit een afbeelding van Sint Martinus te paard, naar rechts gewend en zijn mantel delend met een bedelaar. Het opschrift luidt: "S. Martin, Patron tho Tegelen". Dit gemeentezegel werd gebruikt tot aan de Franse bezetting. Onder Frans, Belgisch en Nederlands bestuur werden ander zegels gebruikt. Het gemeentewapen werd op 11 december 1896 officieel door de Hoge Raad van Adel met de volgende heraldische terminologie bevestigd:

Doorsneden: boven in keel St.Maarten, gedekt met een gepluimden helm en gekleed met een wapenrok en brodekijnen, alles van goud, en gehuld in een mantel van zilver; gezeten op een paard van natuurlijke kleur, met toom en dekriemen van goud, gaande over een grasgrond van sinopel, met een zilveren zwaard in de rechterhand snijdt hij een stuk van zijn mantel af hetwelk hij geeft aan een nevens het paard staanden naakten bedelaar van natuurlijke kleur, de lendenen omgord met een tasch en gordel van sabel; onder in goud een leeuw van sabel, getongd en genageld van keel (Gulik).

Het wapen werd door de gemeente Tegelen gevoerd tot 2001, toen Tegelen bij Venlo werd gevoegd.

## Tegelse bevolkingsgroei

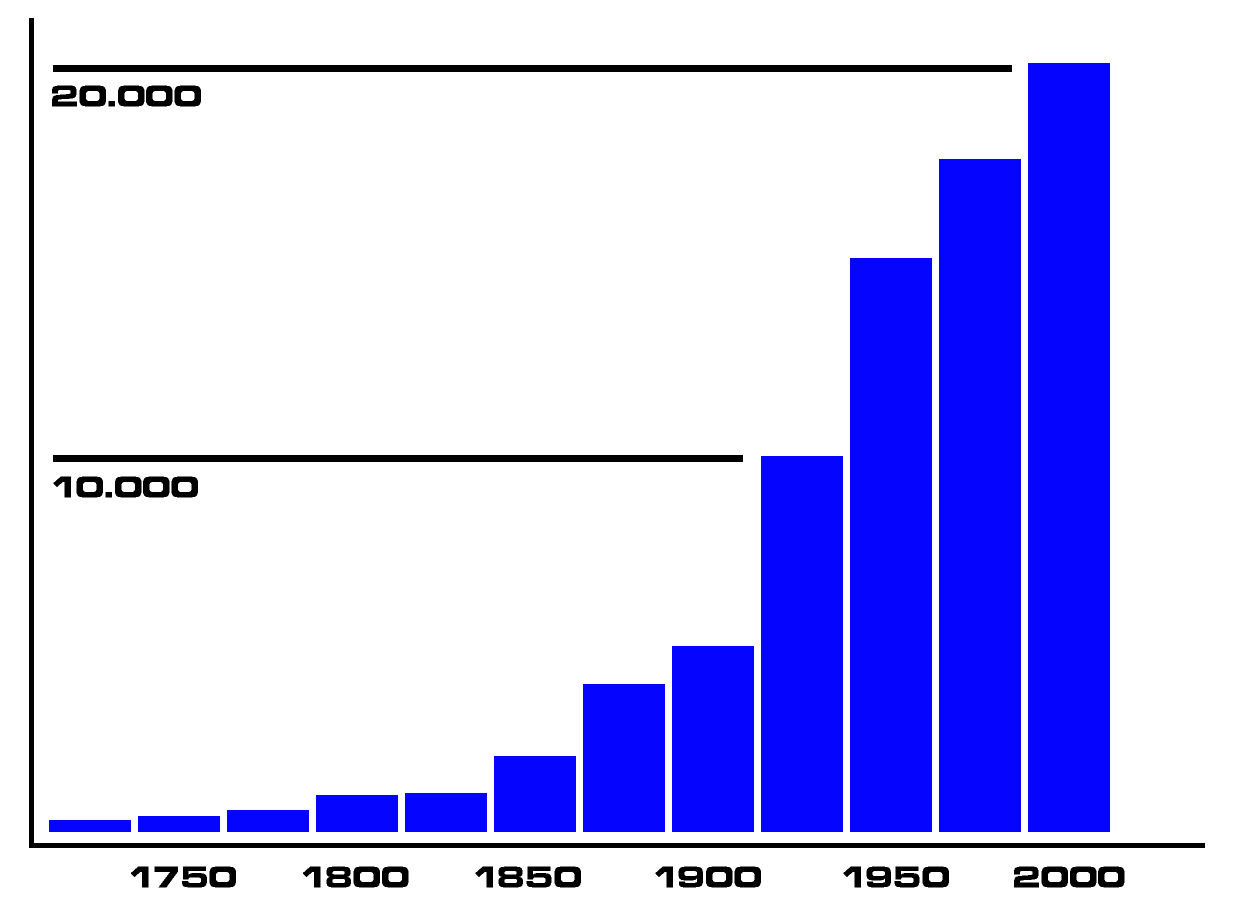
Bevolkingsgrafiek van Tegelen. Let op de grote bevolkingstoename in de 19e eeuw (pottenbakkerijen) en na 1900 (keramische en metaalindustrie).

In de vroeg-Romeinse tijd was Tegelen niet meer dan een kampement met een aantal dakpannen- en plavuizenovens, dat later uitgroeide tot een klein plaatsje. Eeuwenlang bleef Tegelen een klein agrarisch dorpje. Dankzij de Tegelse kleivoorraden bleef hier ook na het vertrek van de Romeinen een kleinschalige keramiekindustrie bestaan die de wijdere omgeving van huishoudelijk keramiek voorzag. In de middeleeuwen werd in Tegelen een aantal kastelen en versterkte boerderijen gebouwd waarschijnlijk van plaatselijk gebakken stenen. In 1672 telde Tegelen ongeveer 300 inwoners. Aan het begin van de 18e eeuw kwam de Tegelse keramiek-industrie opnieuw tot ontwikkeling, dat trok ook werkzoekenden van elders aan waardoor de bevolking langzaam groter werd. In 1771 had Tegelen 511 inwoners, in 1812 waren dat er 816 en in 1859 was de bevolking met 1644 inwoners meer dan verdubbeld. Door de aanhoudende industrialisering, en de daarmee gepaard gaande instroom en vestiging van arbeiders afkomstig vanuit de wijde omgeving, schoot het bevolkingsaantal aan het einde van de 19e eeuw verder omhoog, van 1644 naar 3600 in 1890 en 5135 in 1900. Door de komst van de metaalindustrie bleef de Tegelse bevolking in hoog tempo groeien. In 1920 had Tegelen 8293 inwoners en in 1935 waren dat er al 11.868. In 1945 had Tegelen 13.354 inwoners en in 1951 waren dat er 15.000. Door het gebrek aan woonruimte in de jaren vijftig en zestig en de teloorgang van de metaal- en keramiekindustrie vanaf de jaren zeventig nam het bevolkingsaantal na de oorlog veel minder snel toe. In 1963 had Tegelen 17.601 inwoners, in 1997 waren dit er 19.532 en in 2006 was dit aantal slechts licht toegenomen tot 20.206.